# Biserica reformată din Viștea

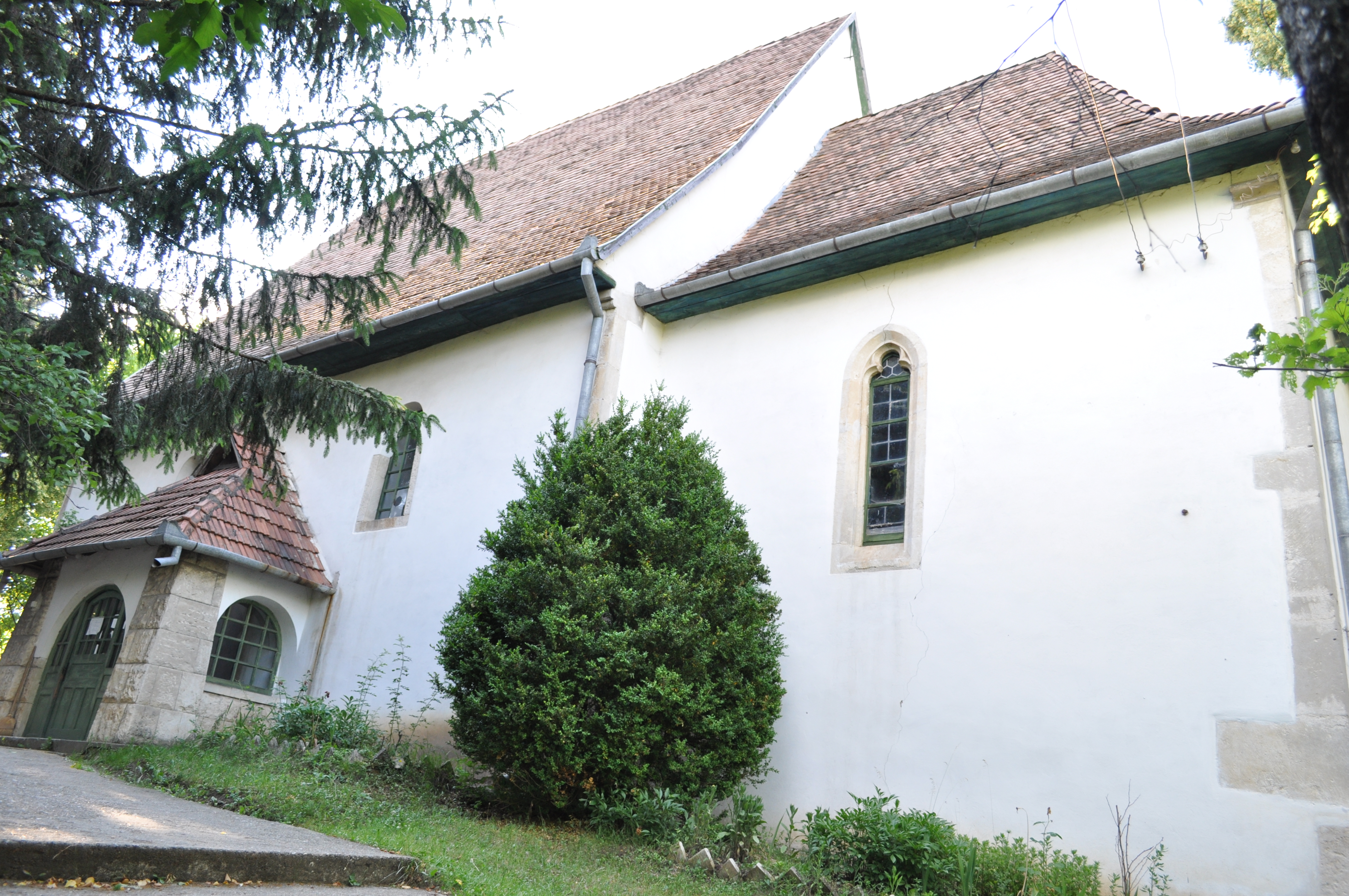
Biserica reformată din Viștea, comuna Gârbău, județul Cluj, foto: iunie, 2011.

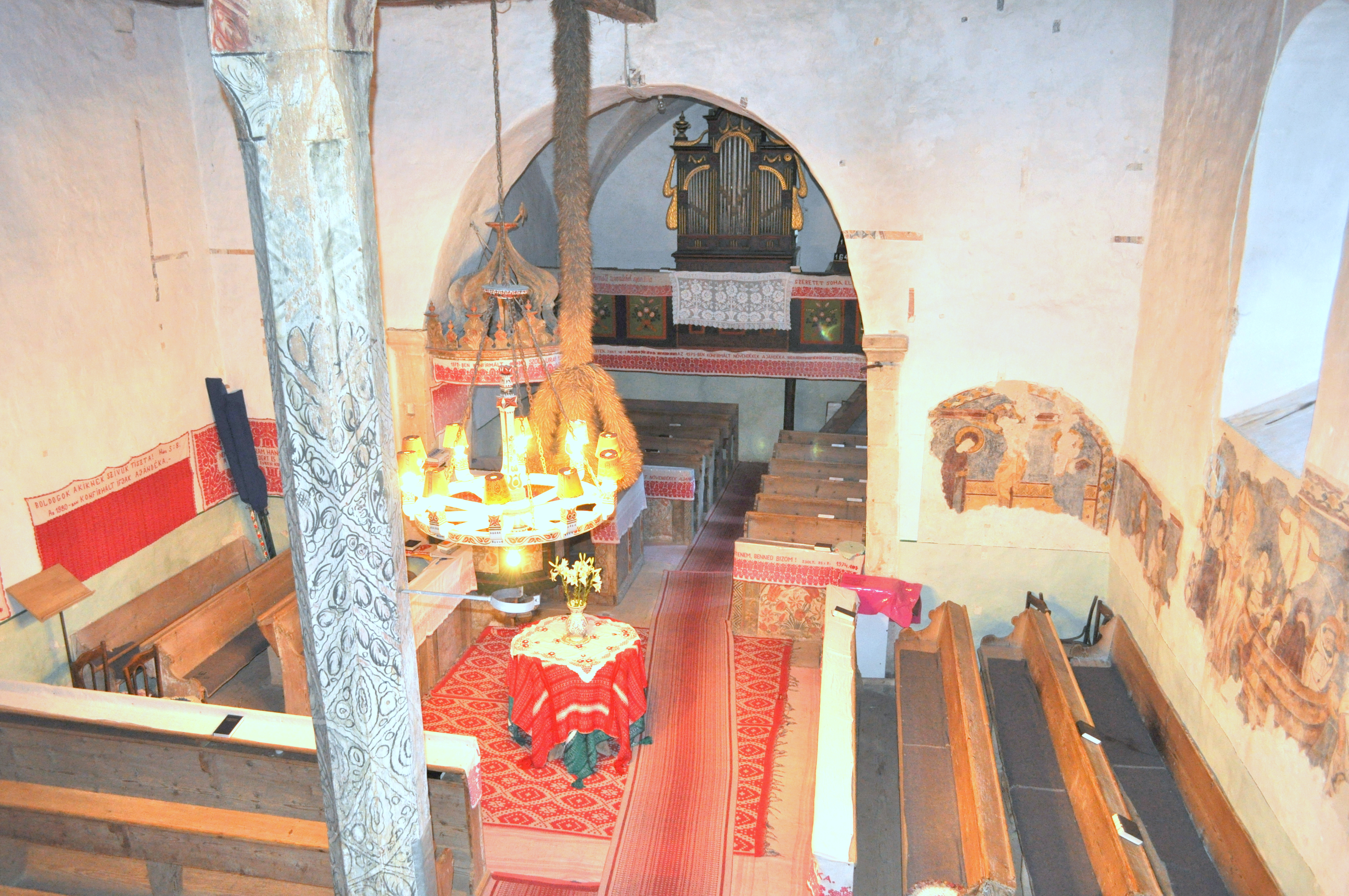
Biserica reformată din Viștea, comuna Gârbău, județul Cluj, foto: iunie, 2011.

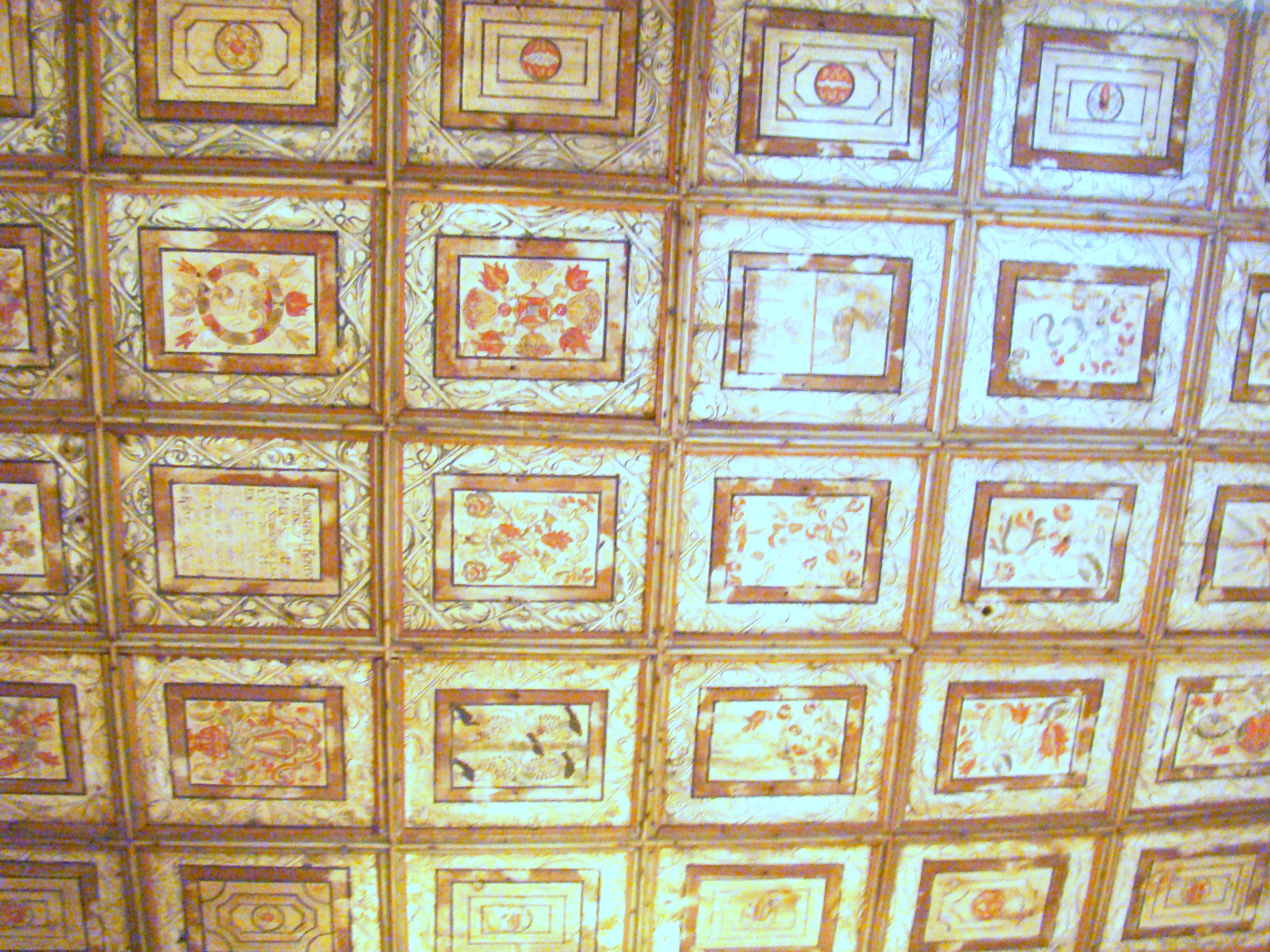
Tavanul casetat realzat de maestrul sas clujean Lorenz Umling cel Bătrân

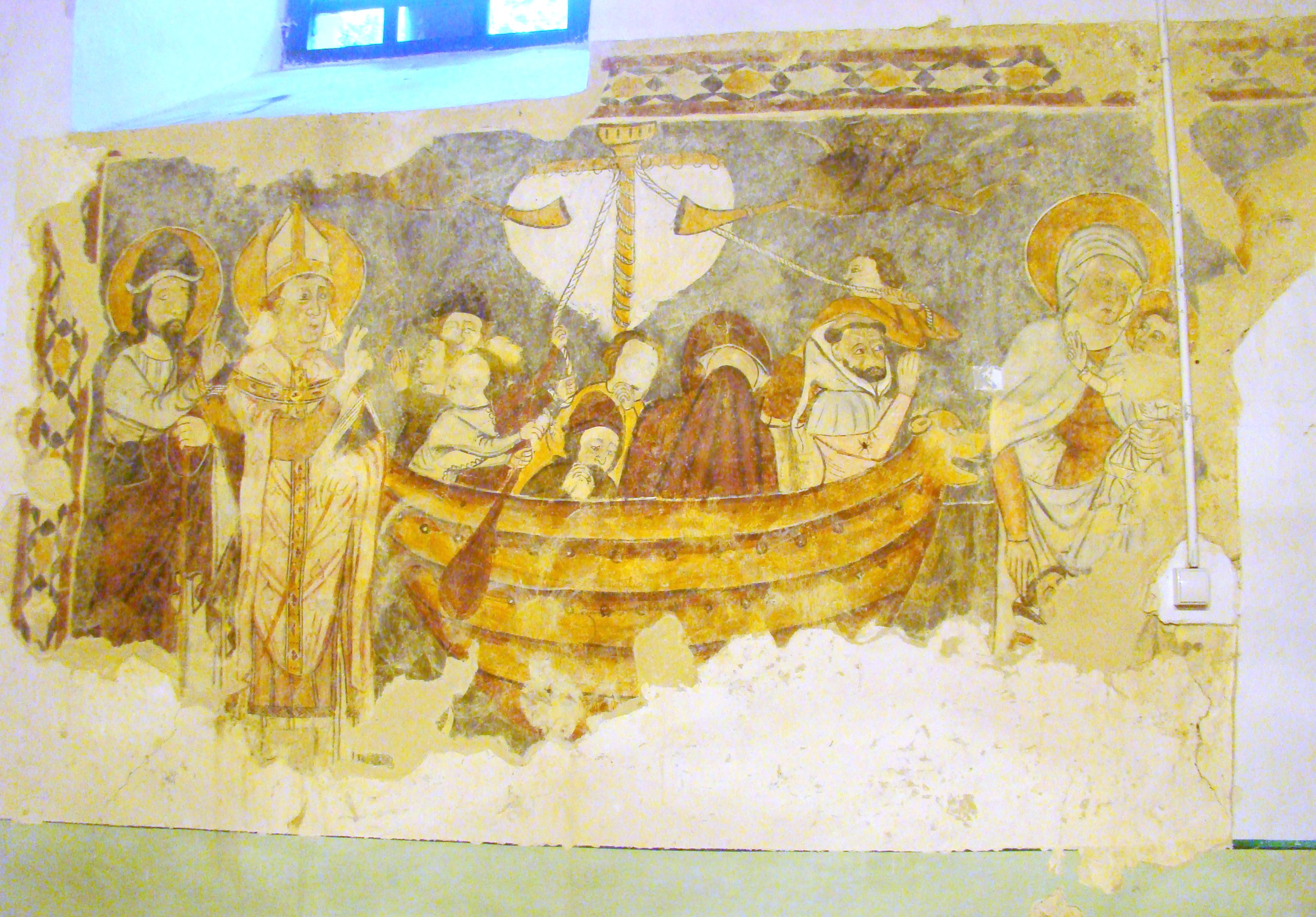
Rest de pictură parietală descoperit sub tencuială

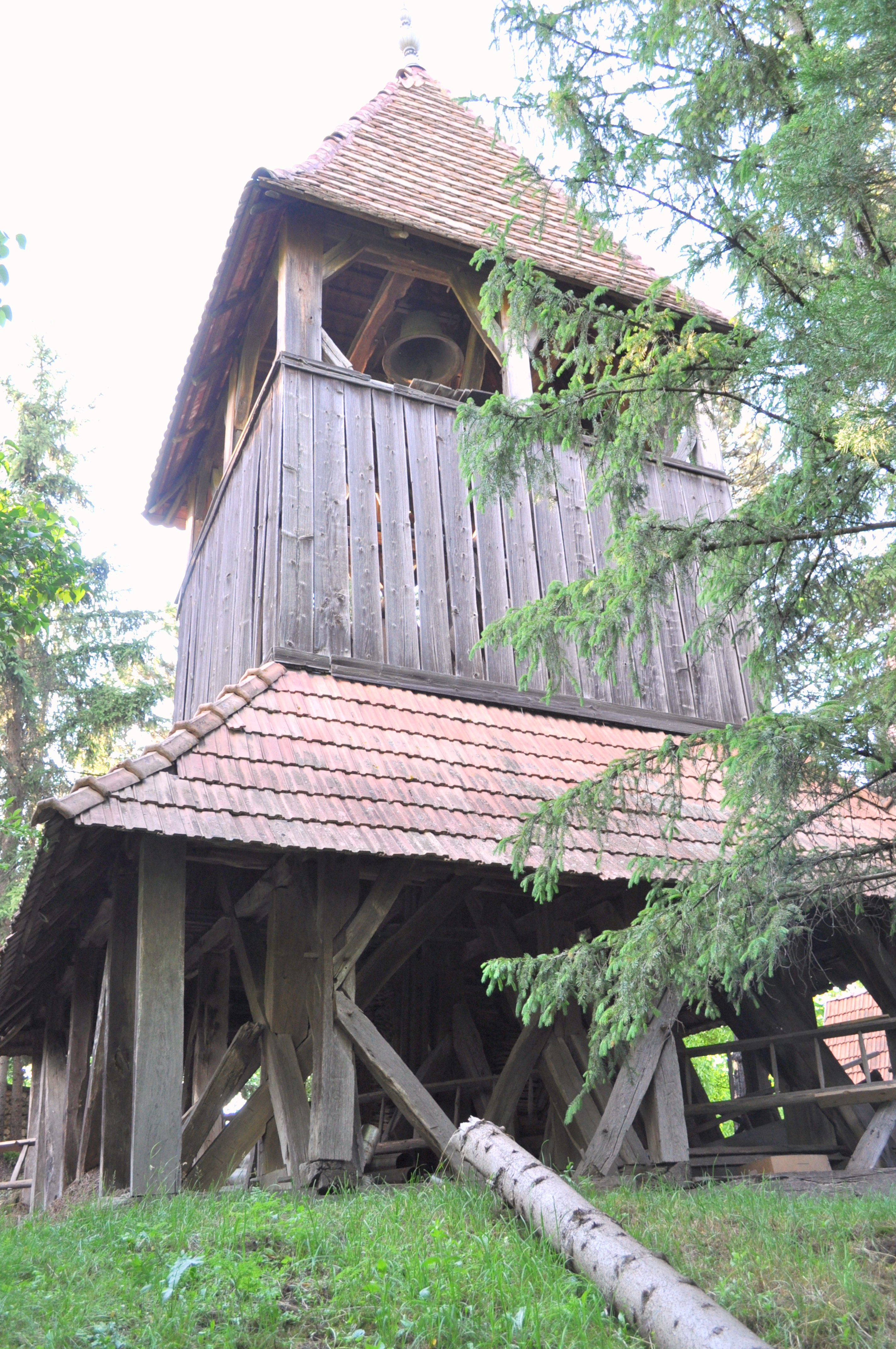
Clopotnița bisericii reformate din Viștea

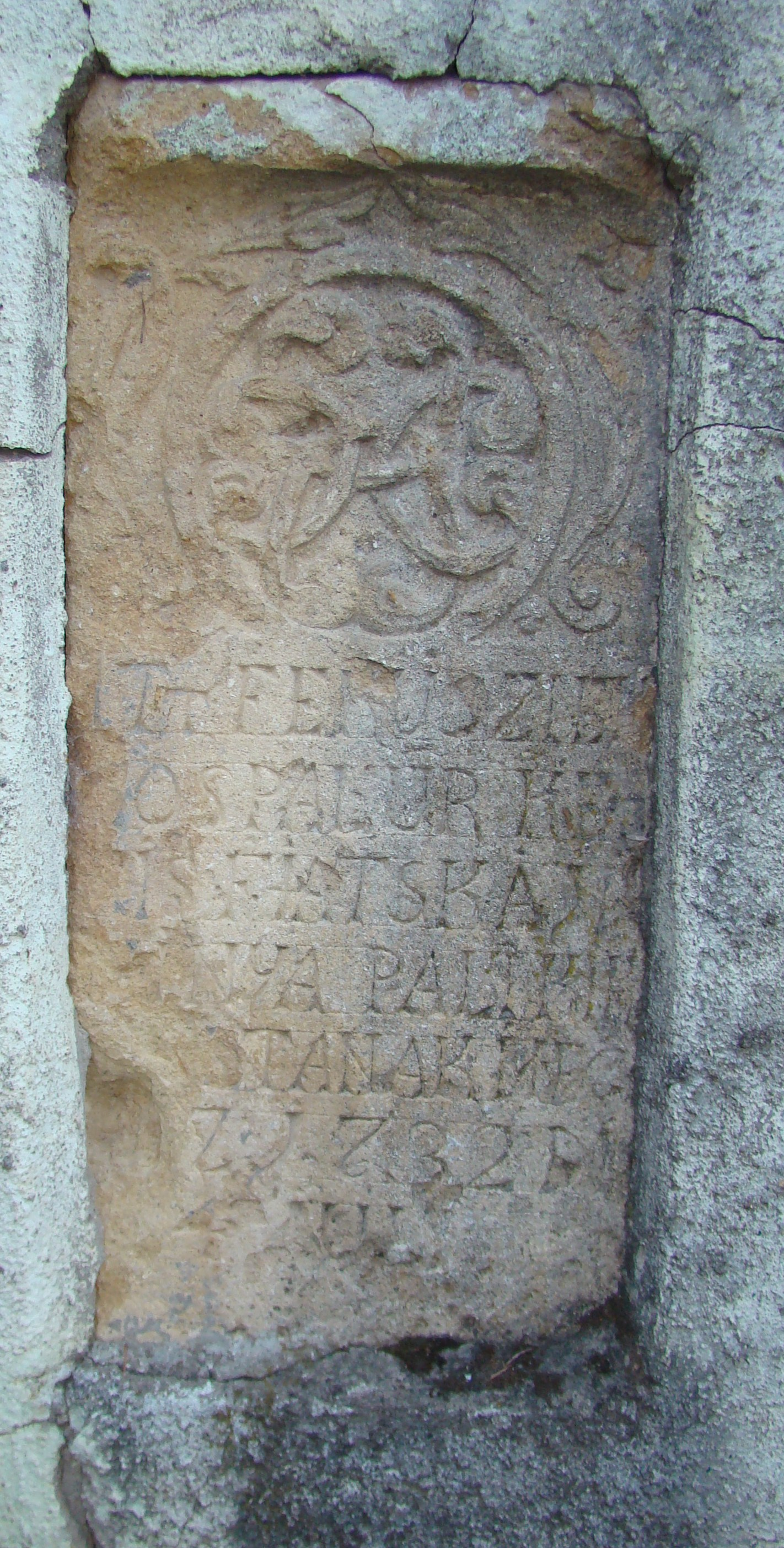
Piatră funerară

Biserica reformată din Viștea, comuna Gârbău, județul Cluj, datează din secolul XIII. Biserica se află pe noua listă a monumentelor istorice sub codul LMI:  CJ-II-a-B-07811. 

## Istoric
Biserica Reformată-Calvină (inițial romano-catolică, cu hramul „Sf. Petru”) a fost construită după anul 1241 de către episcopul Petrus, în stil romanic. Din construcția romanică originală s-au mai păstrat numai portalurile de sud și de vest, precum și portalul sacristiei. Decorațiunile interioare din lemn sunt opera lui János Asztalos din Gilău (1699). Cele 120 casete din lemn de pe tavan și de pe amvon au fost realizate de maestrul sas clujean Lorenz Umling cel Bătrân (1765-1767). Clopotnița de lemn este din 1760 (clopotul din 1487).

## Imagini din exterior

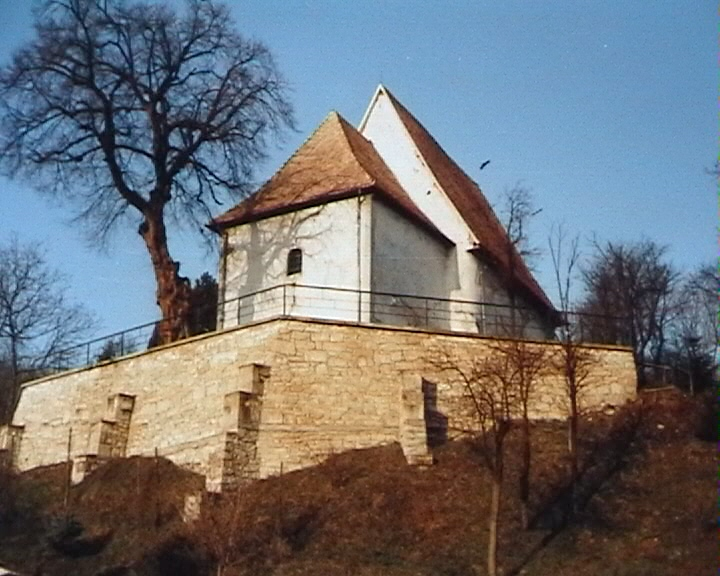
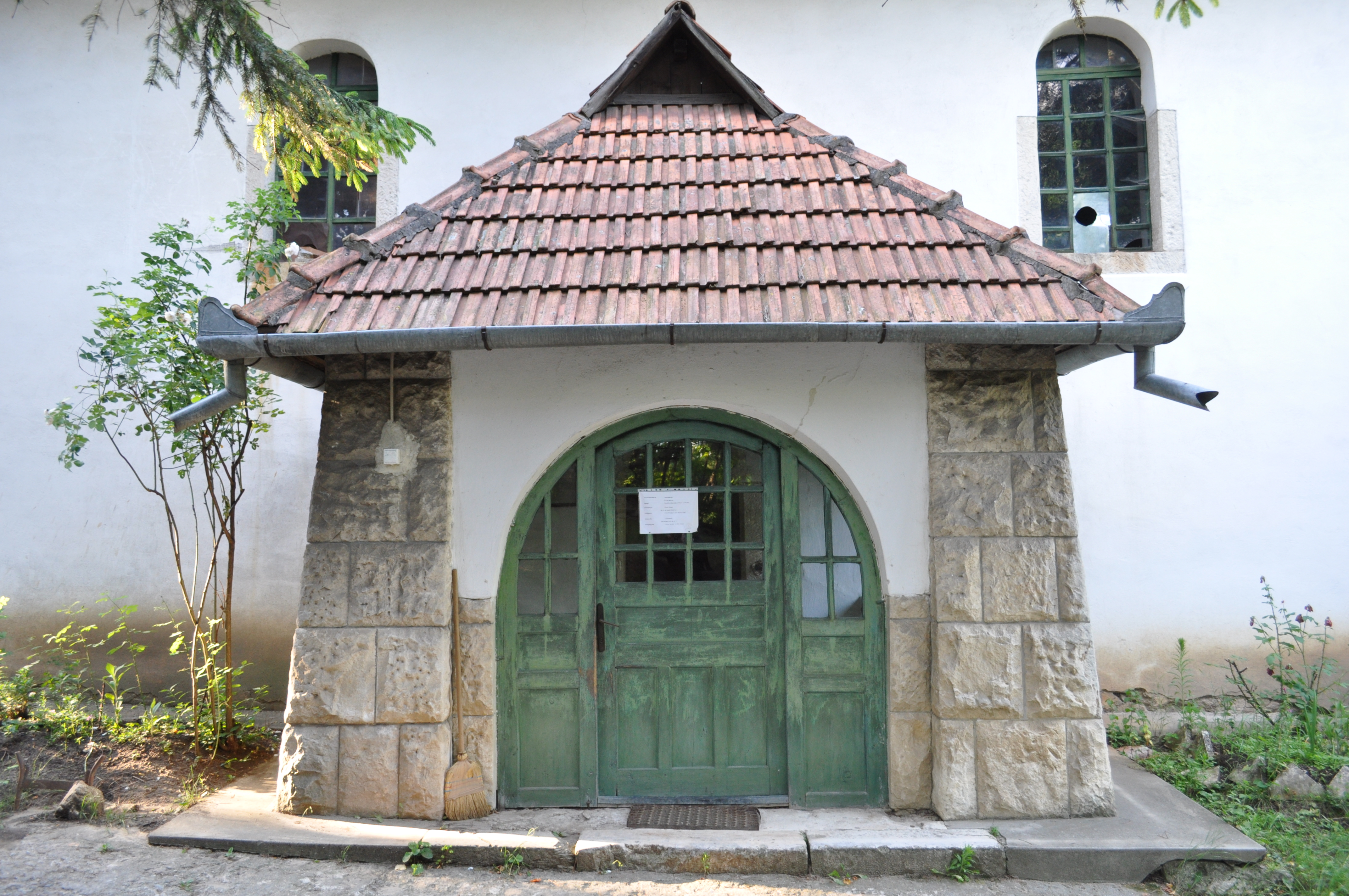
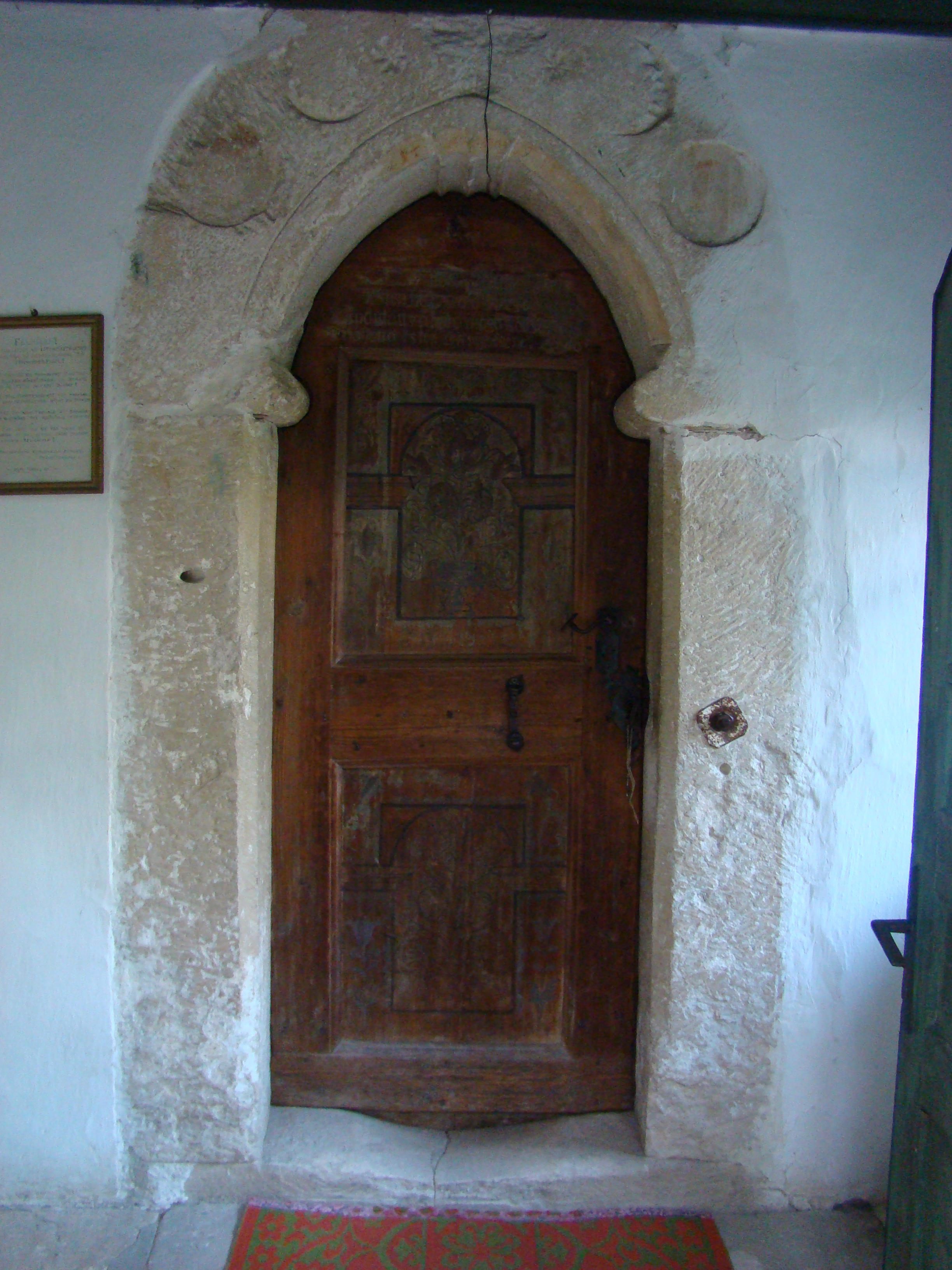
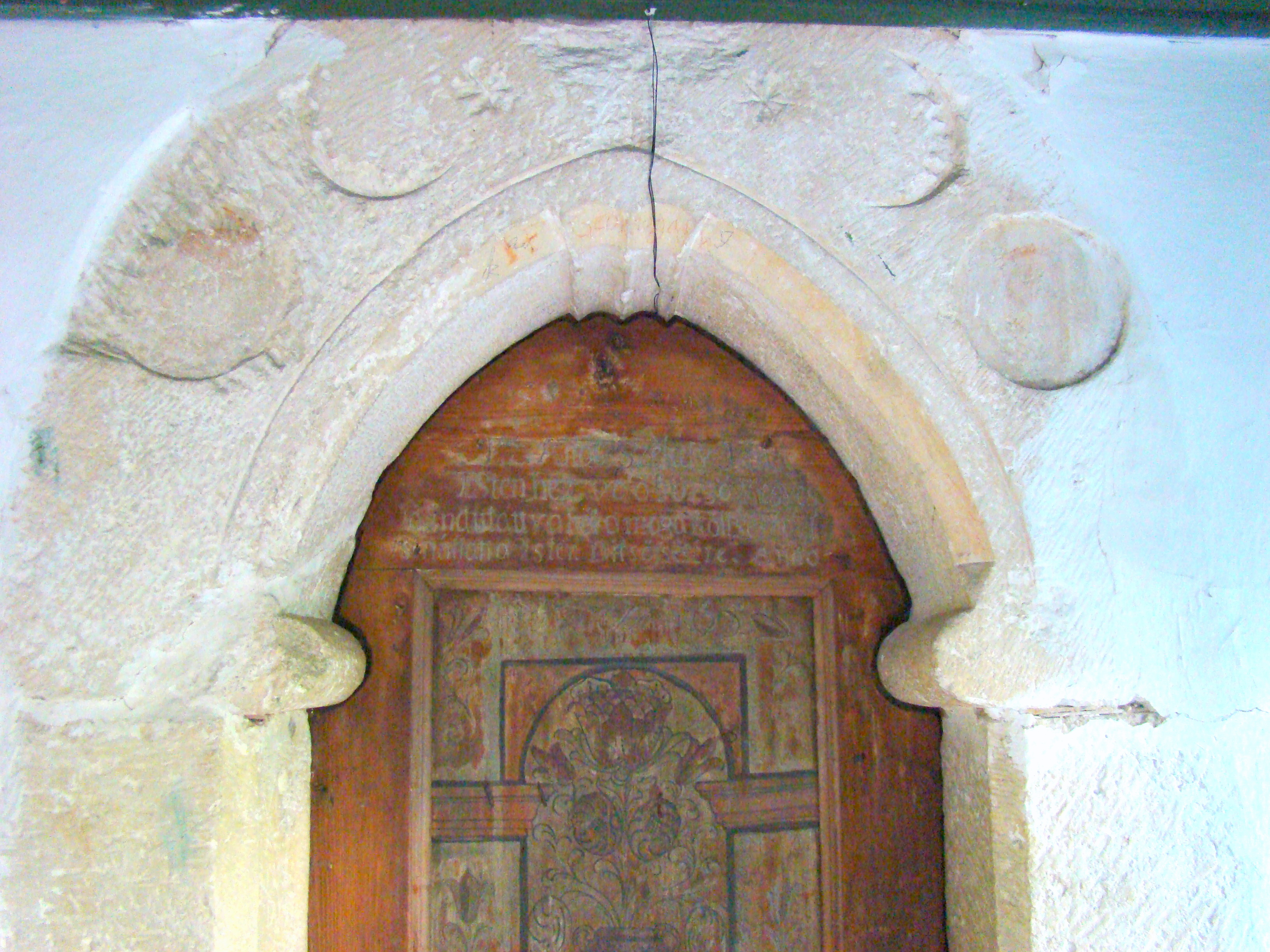
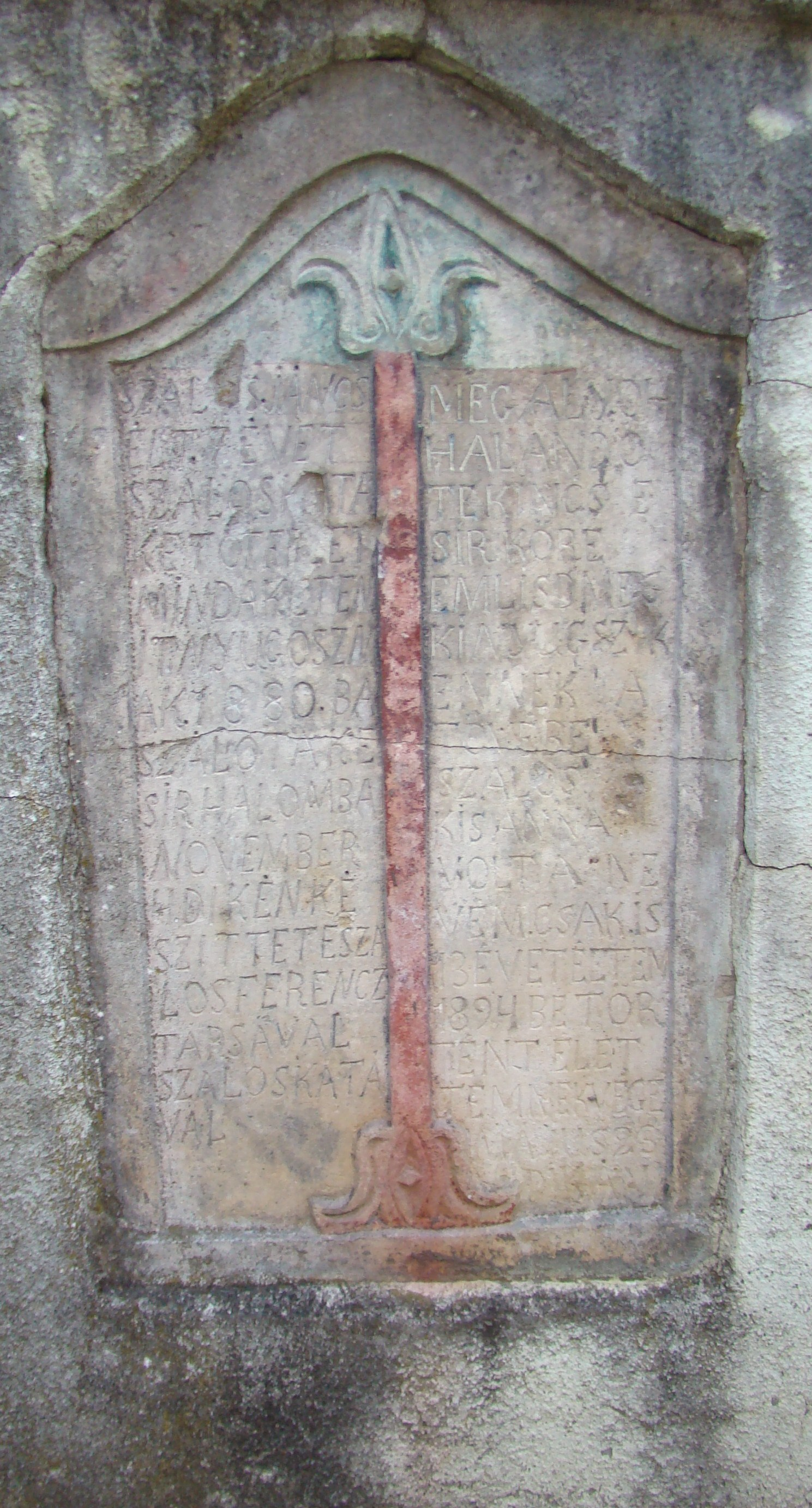
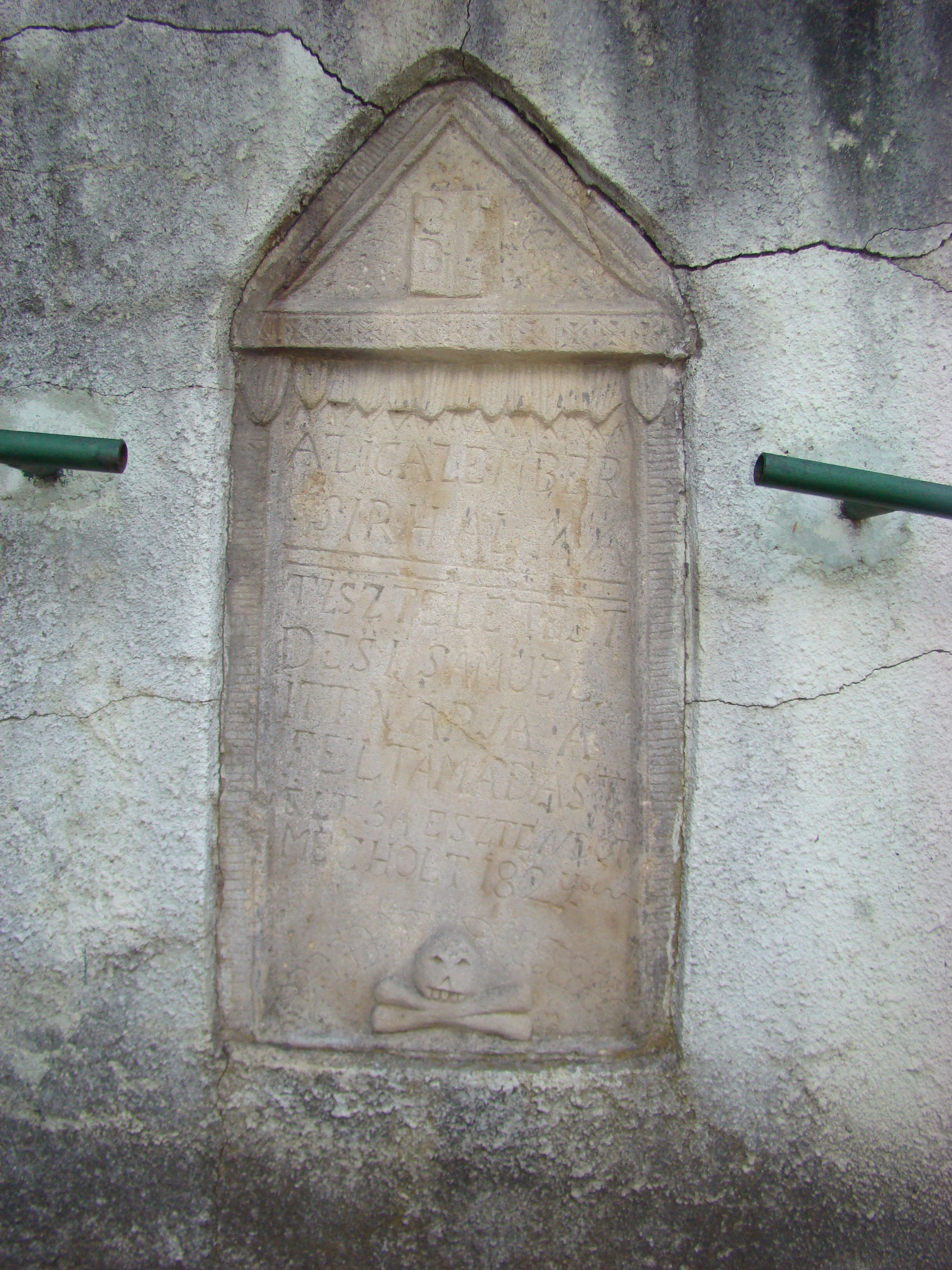

## Imagini din interior

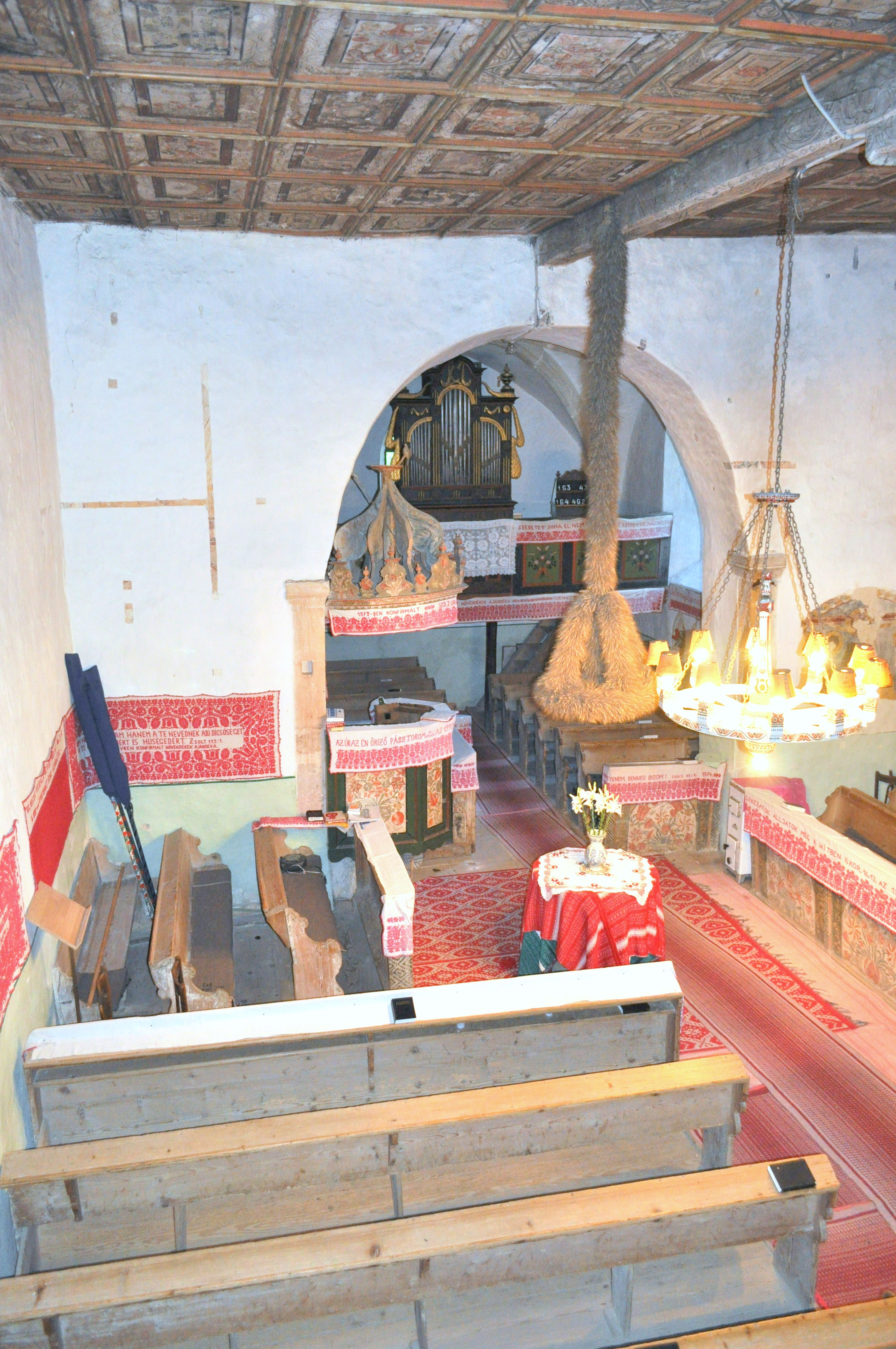
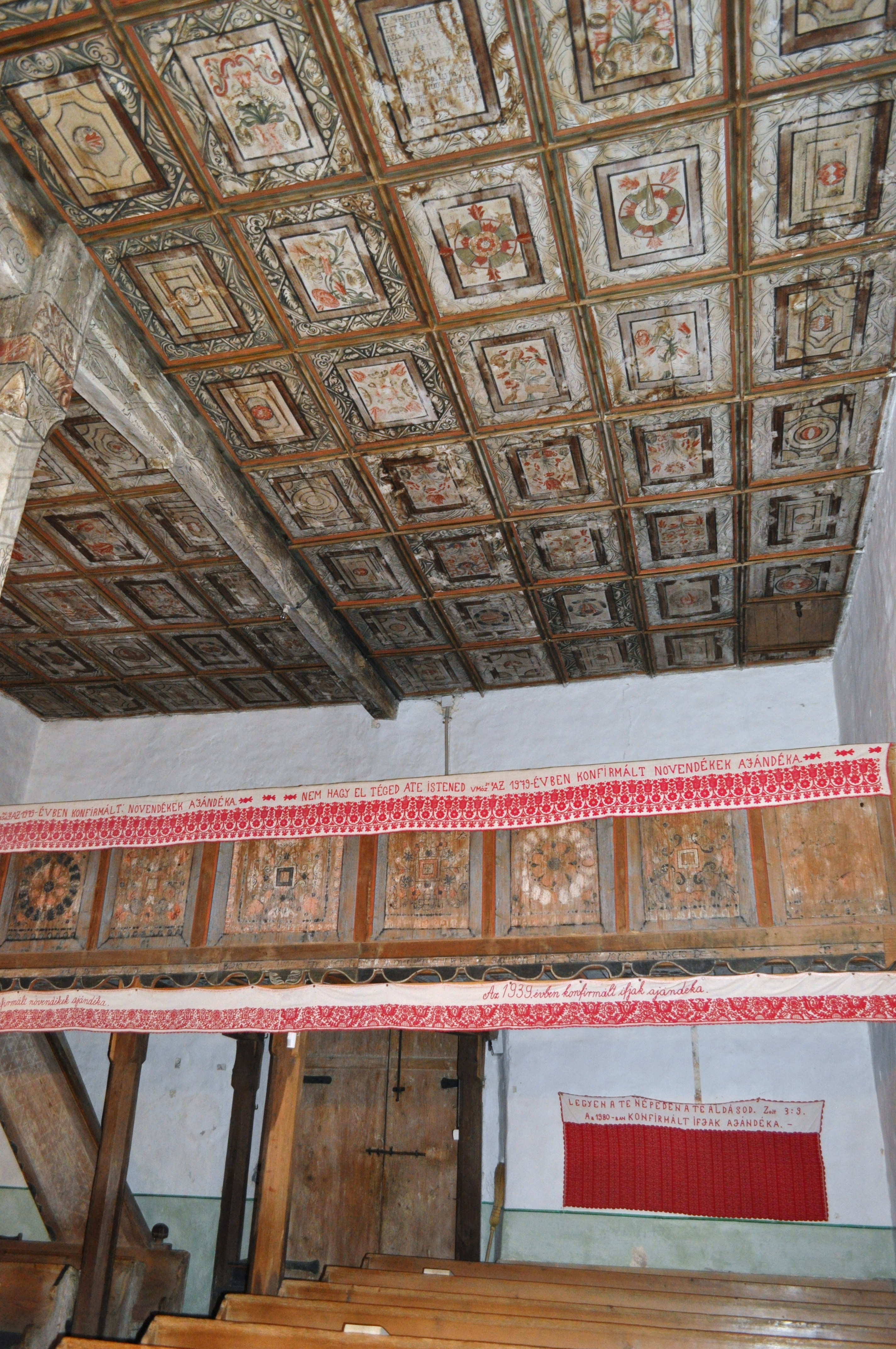
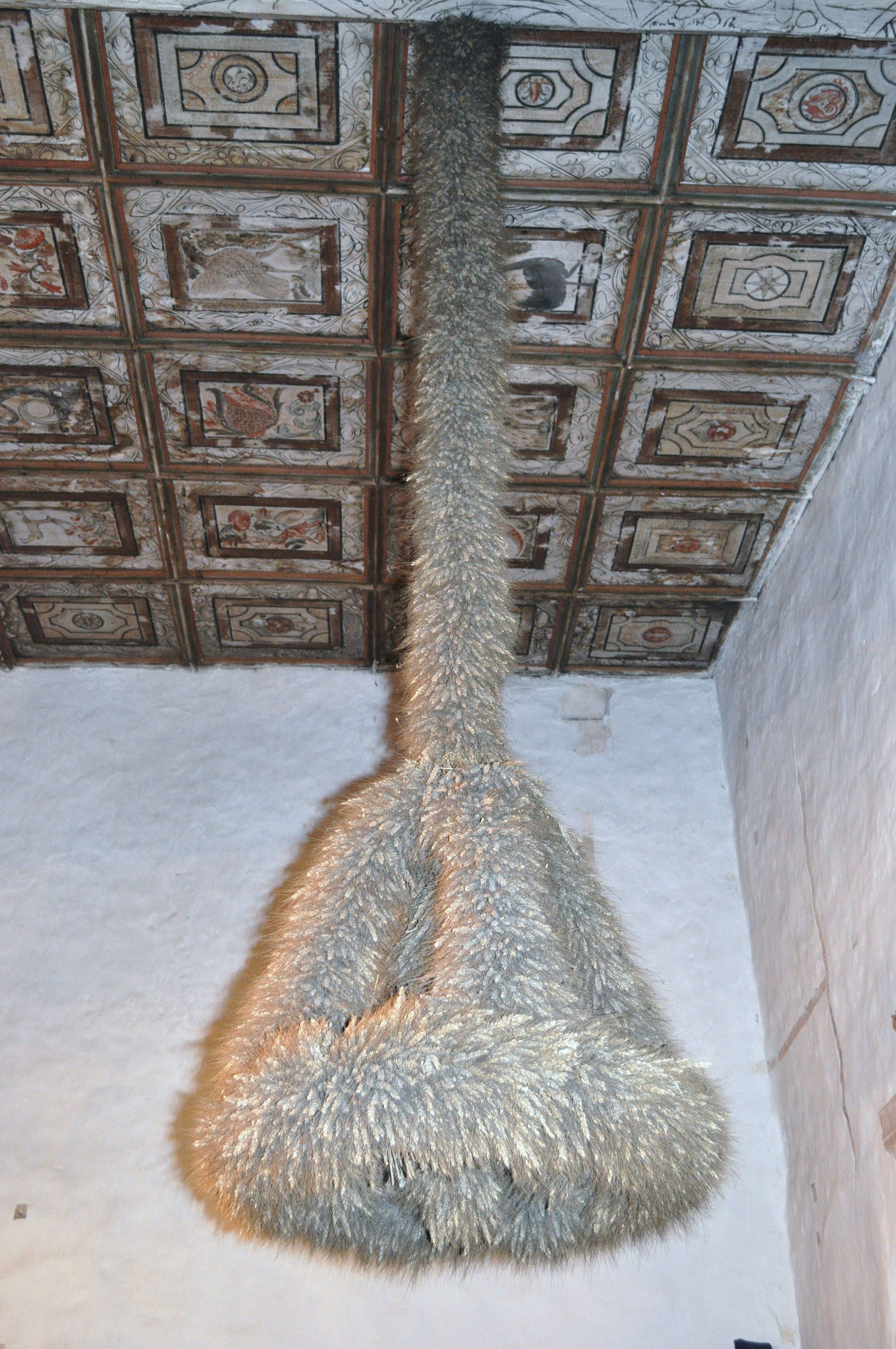
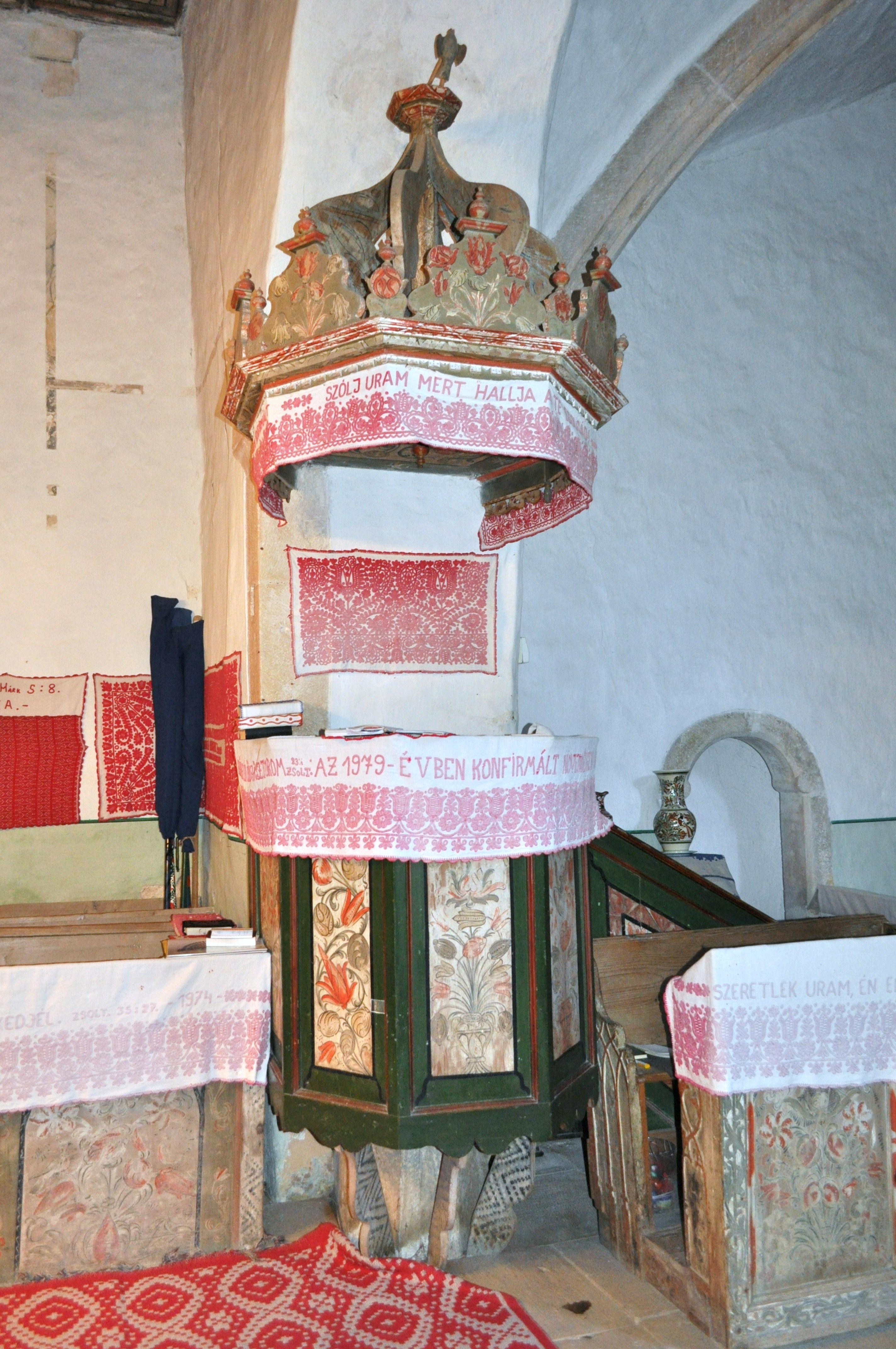
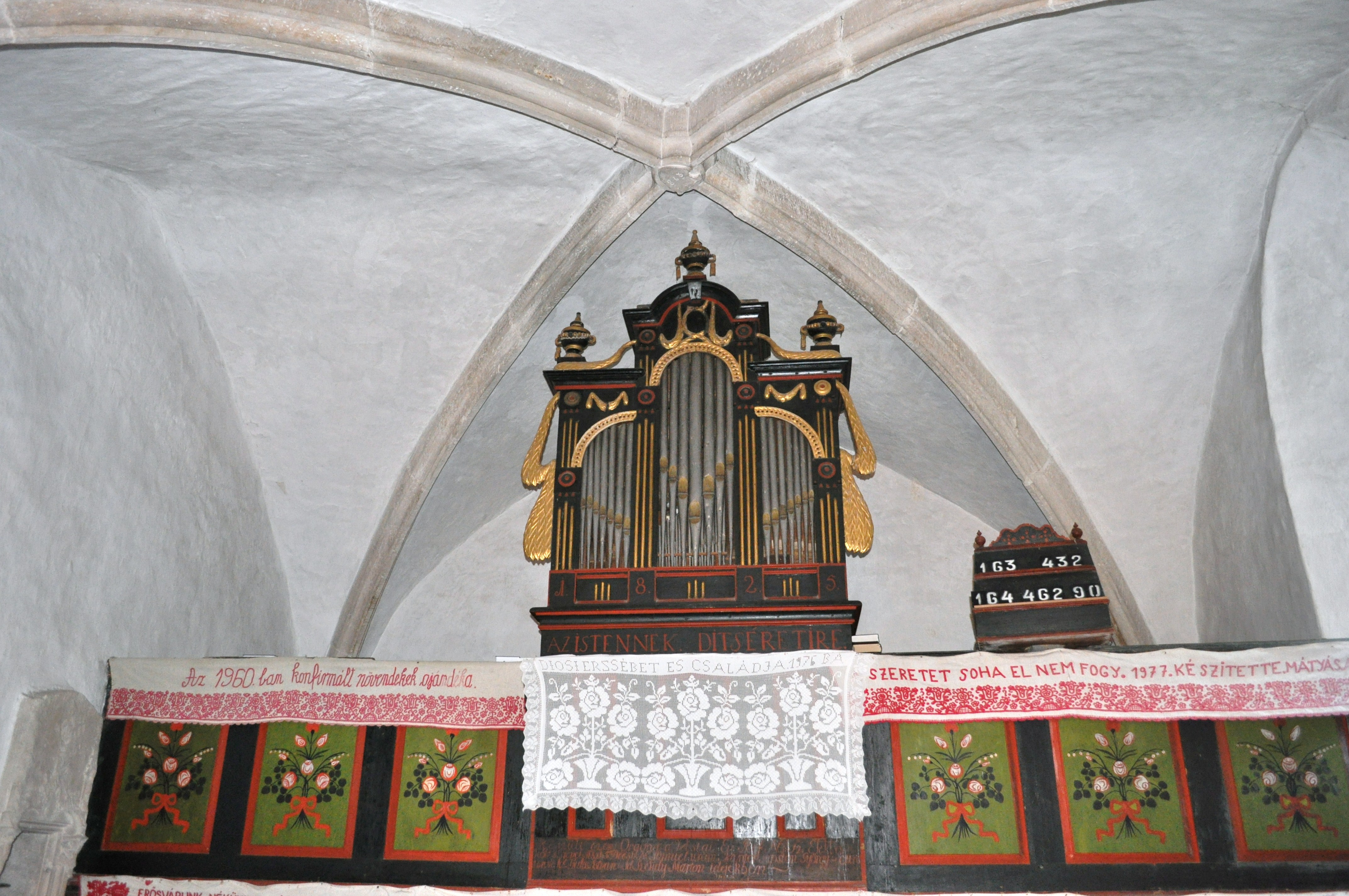
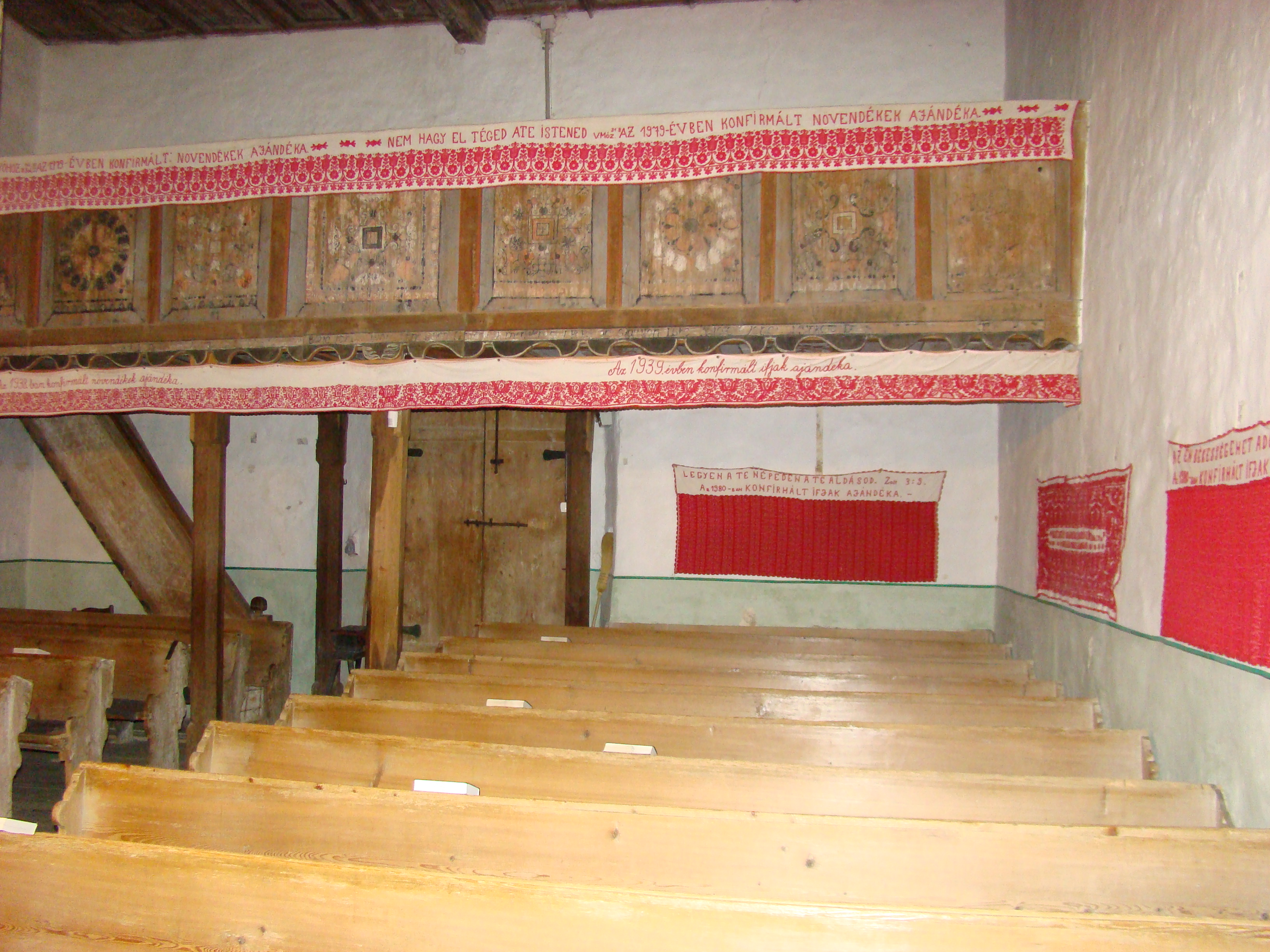
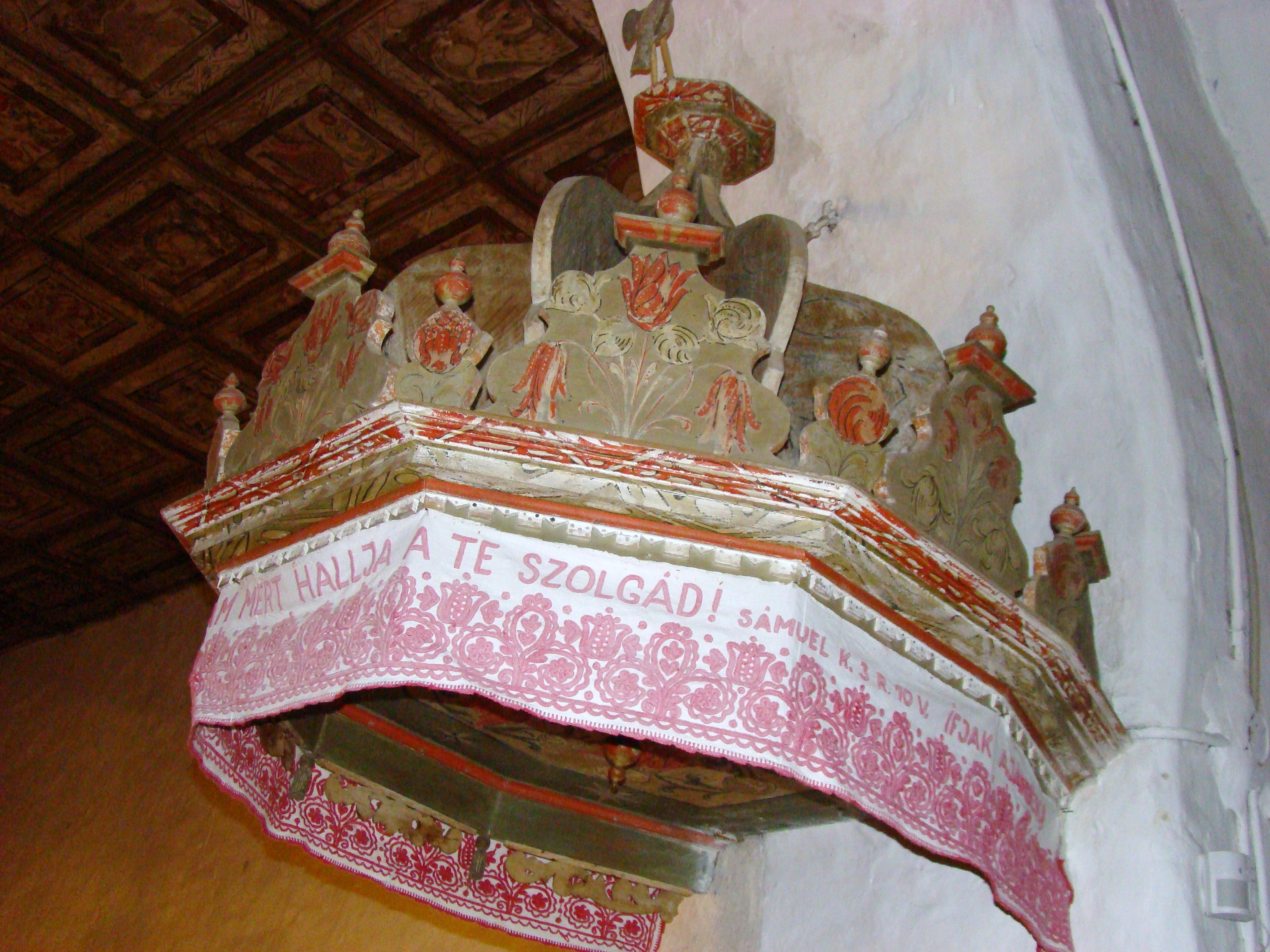
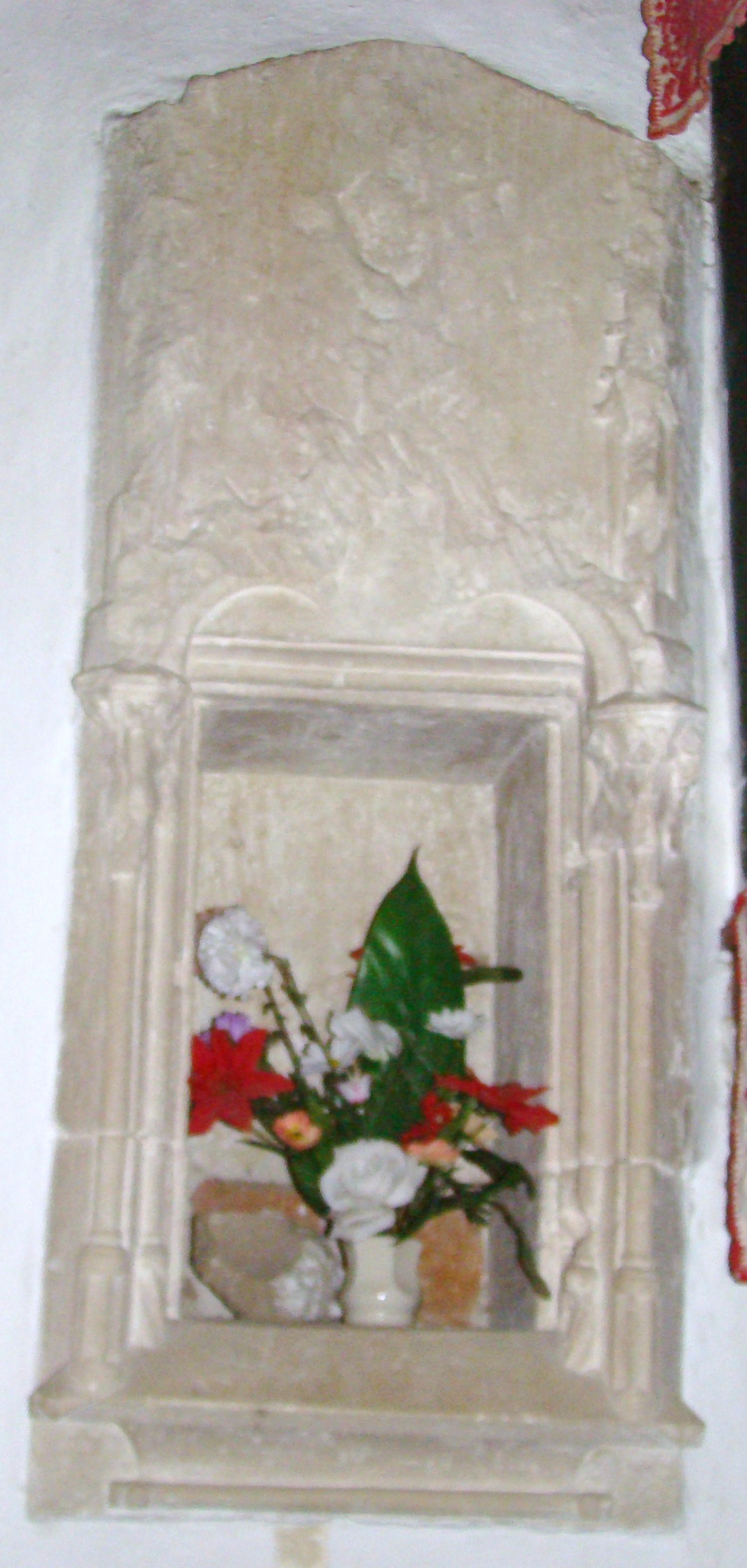
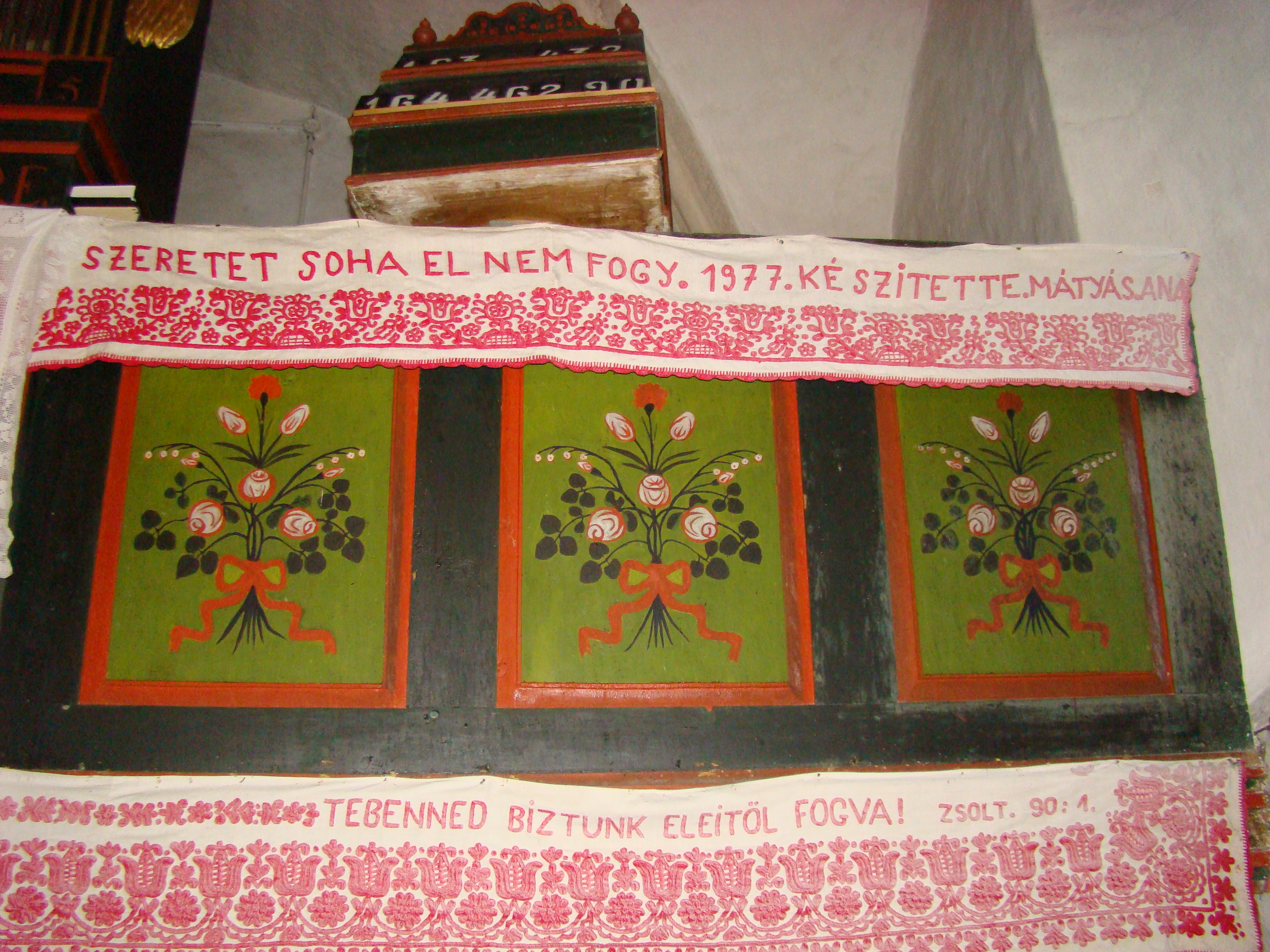
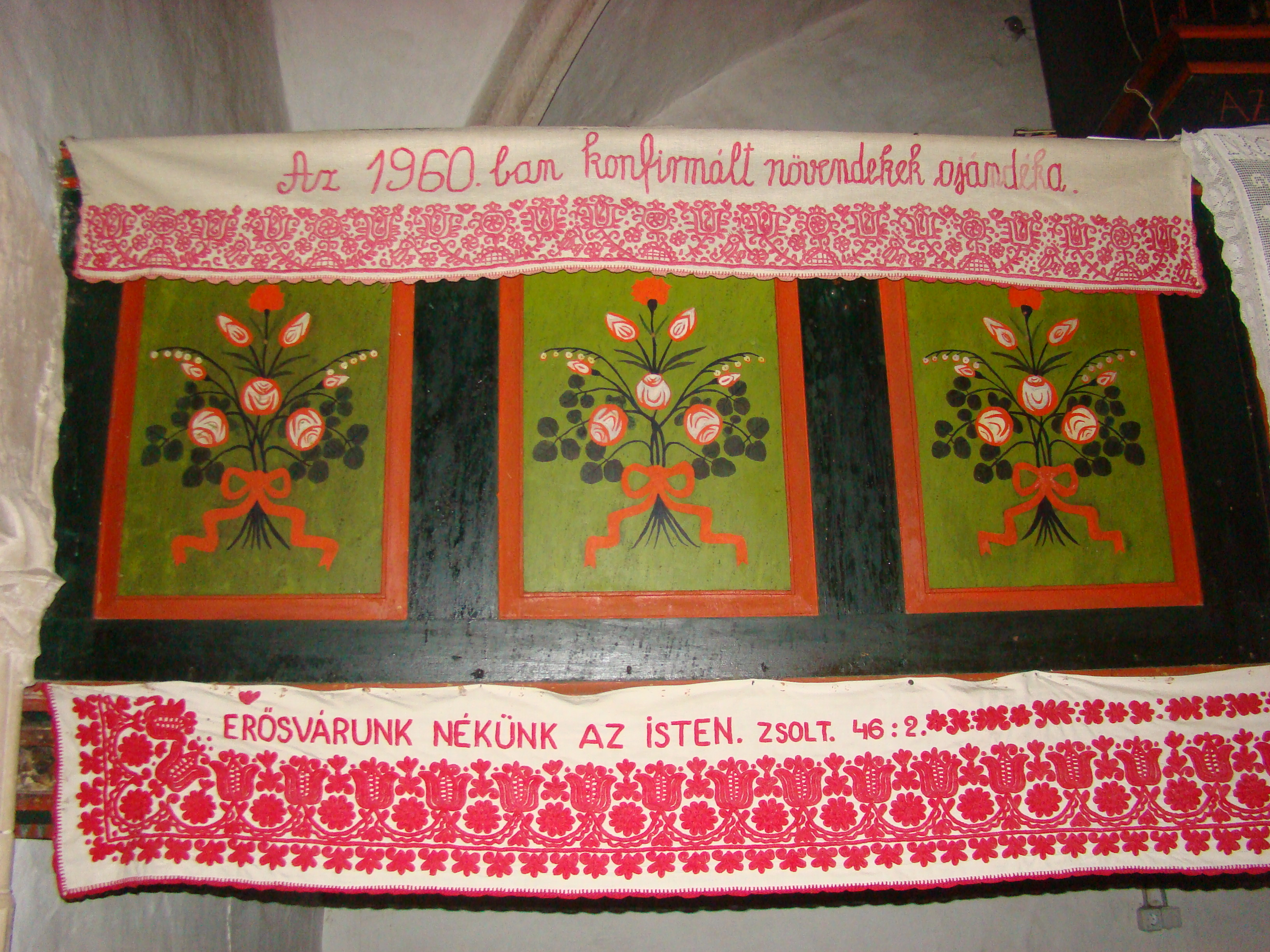
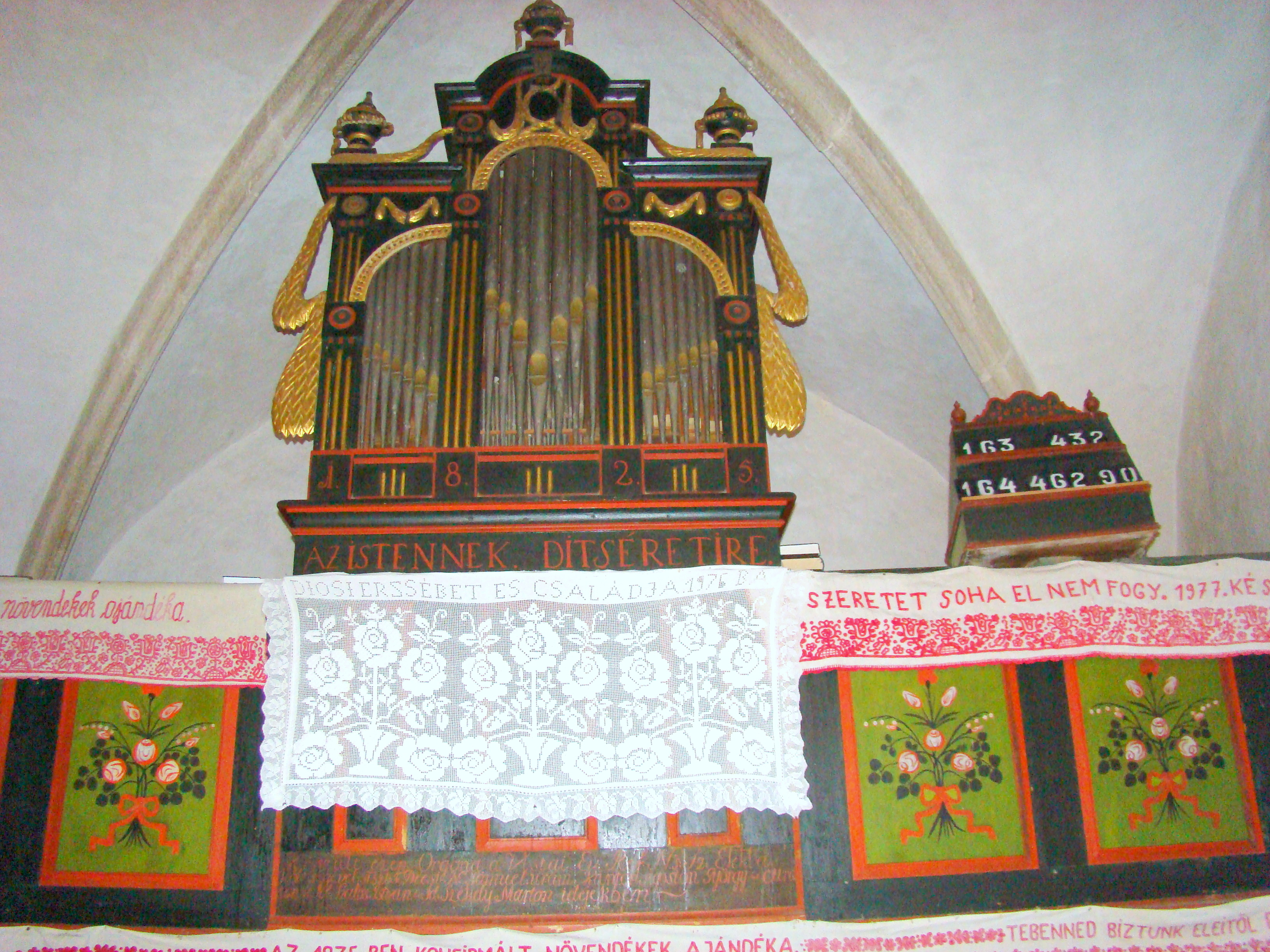
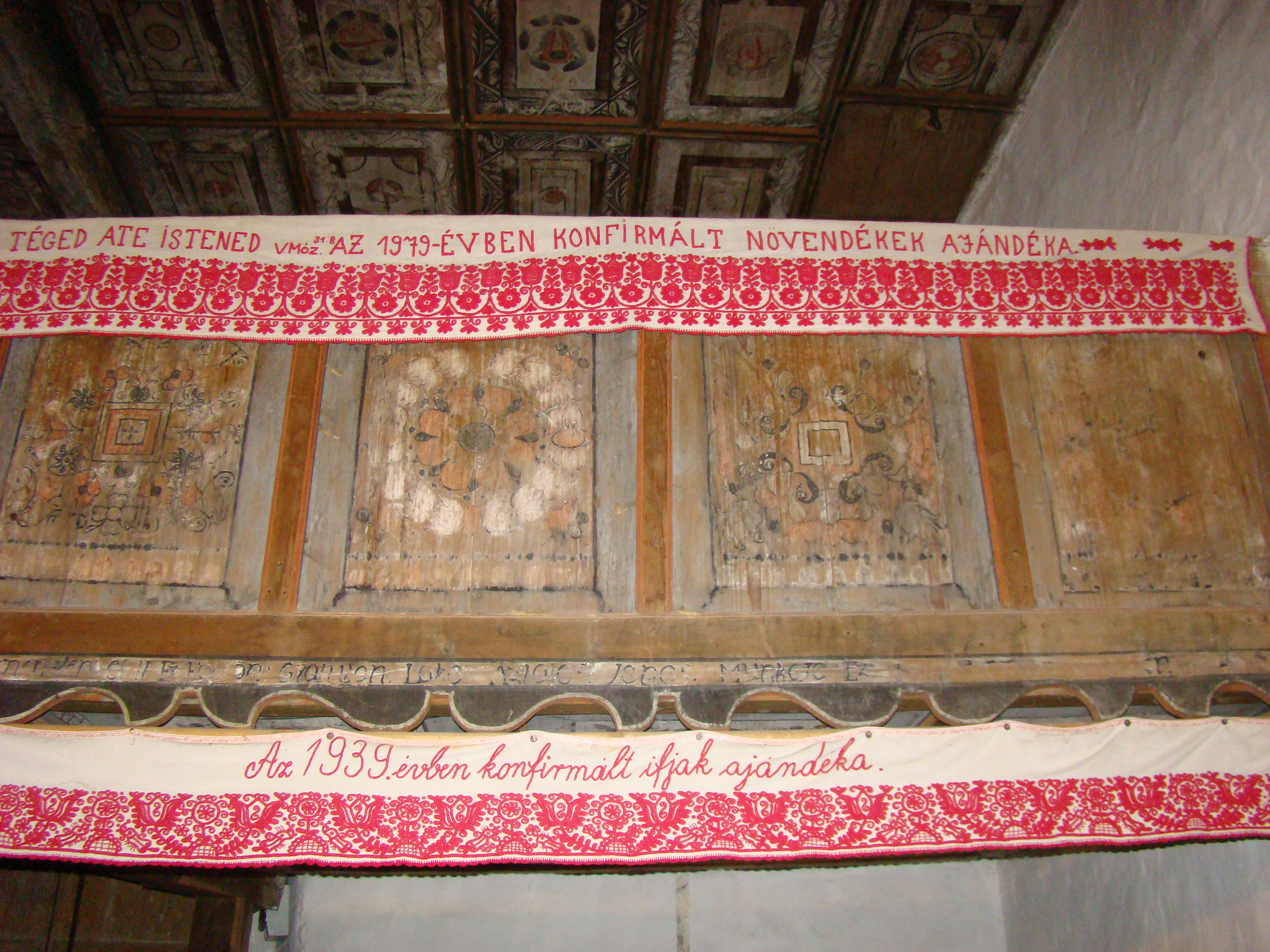
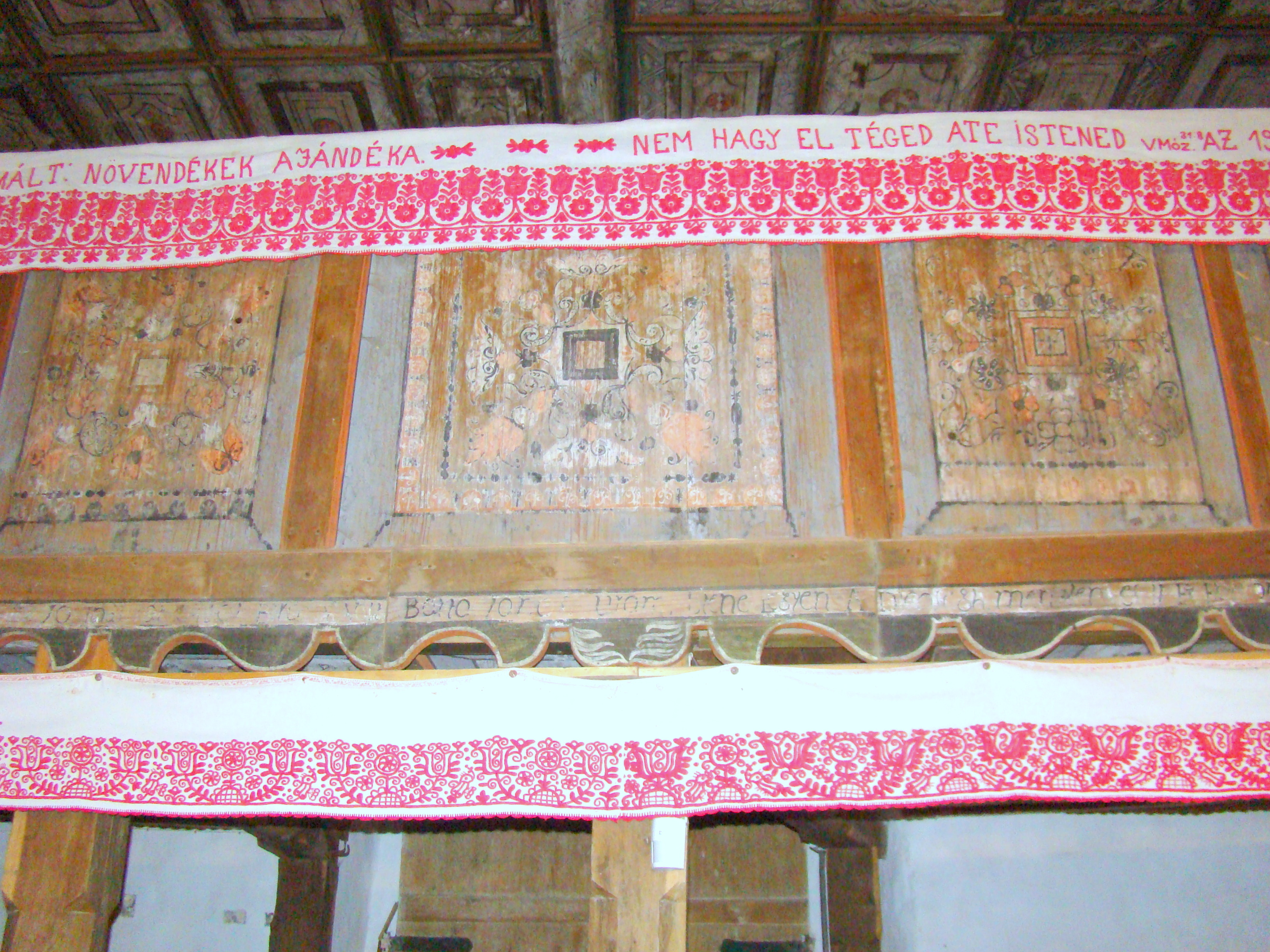
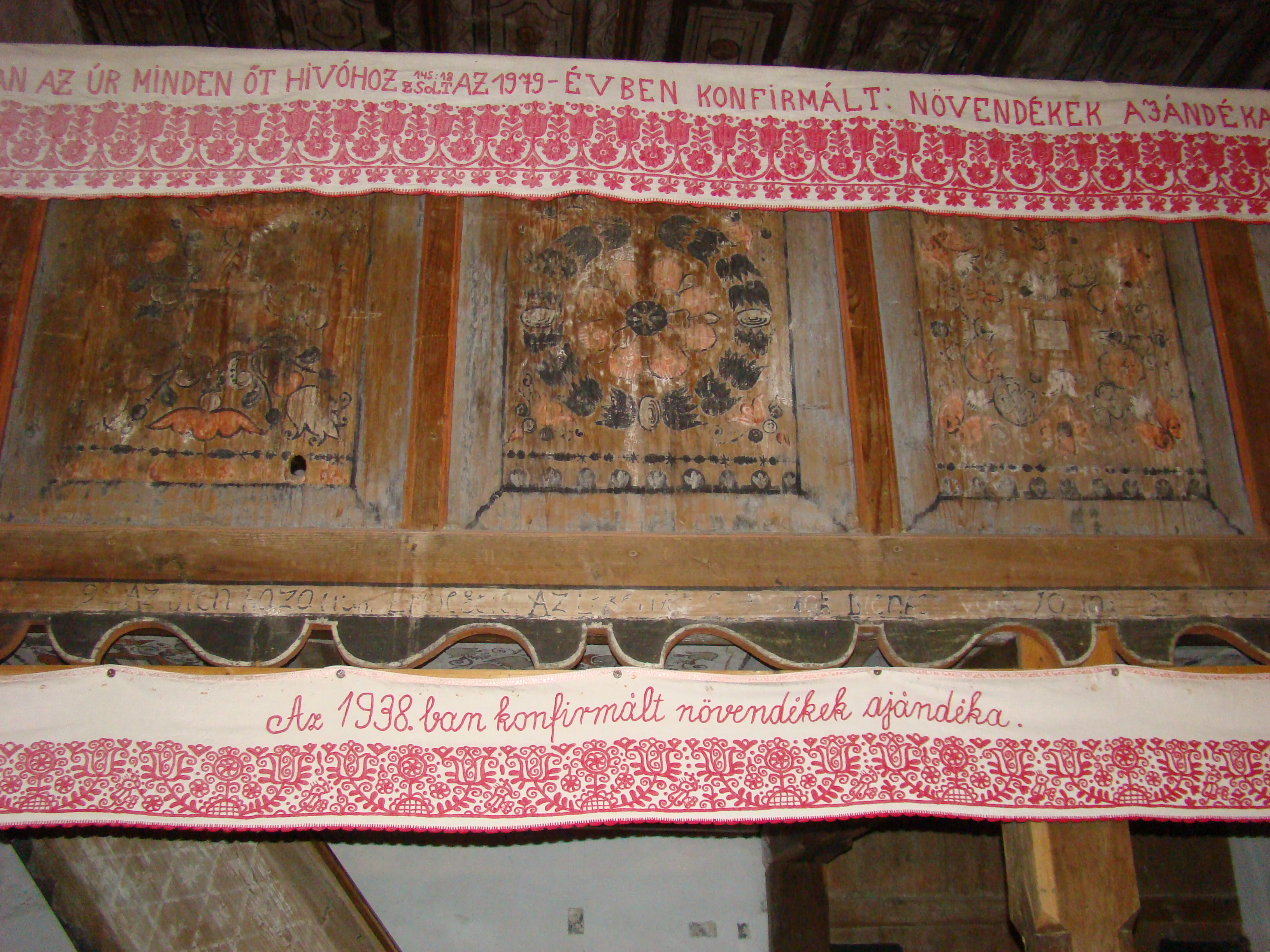
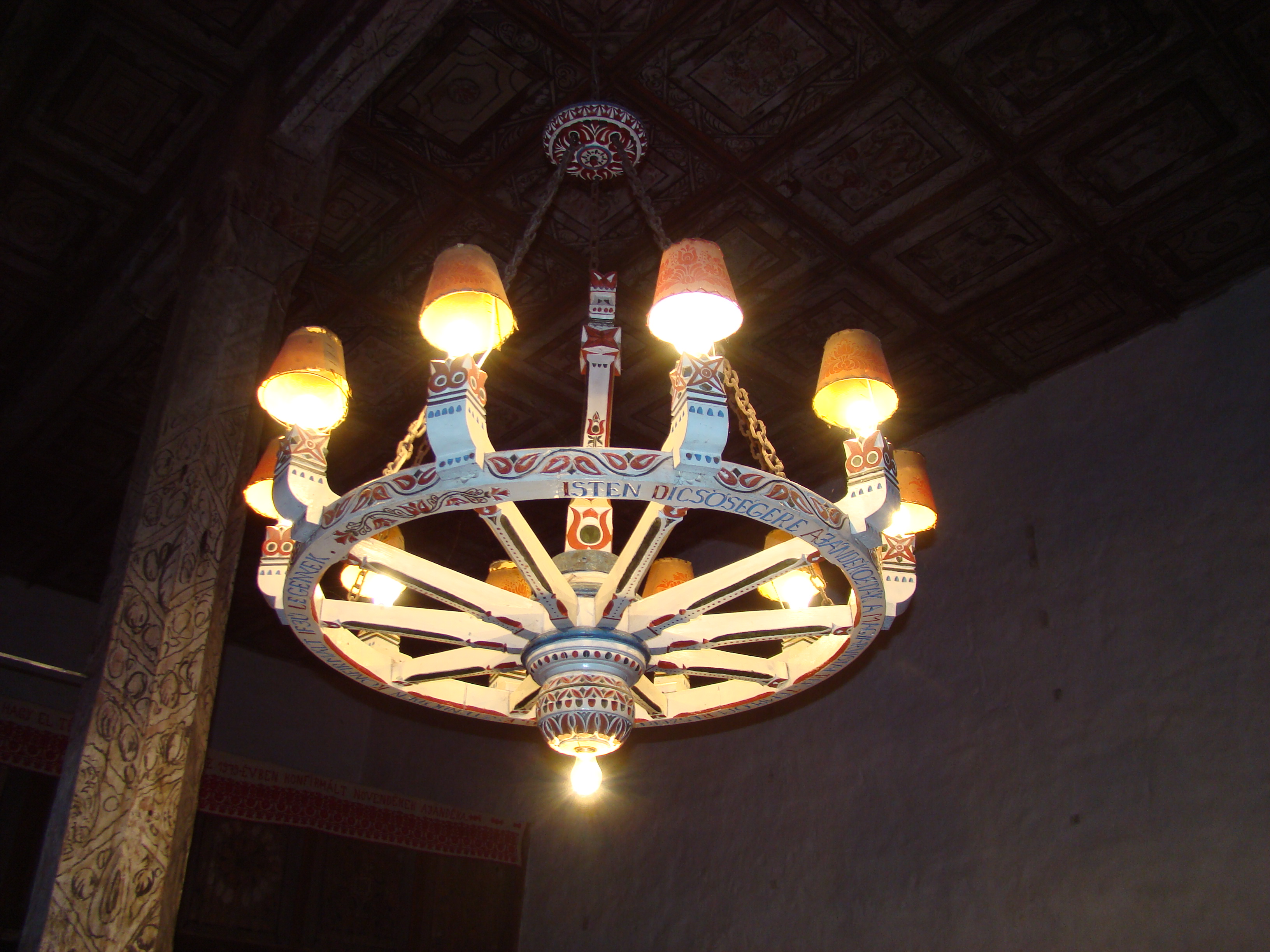
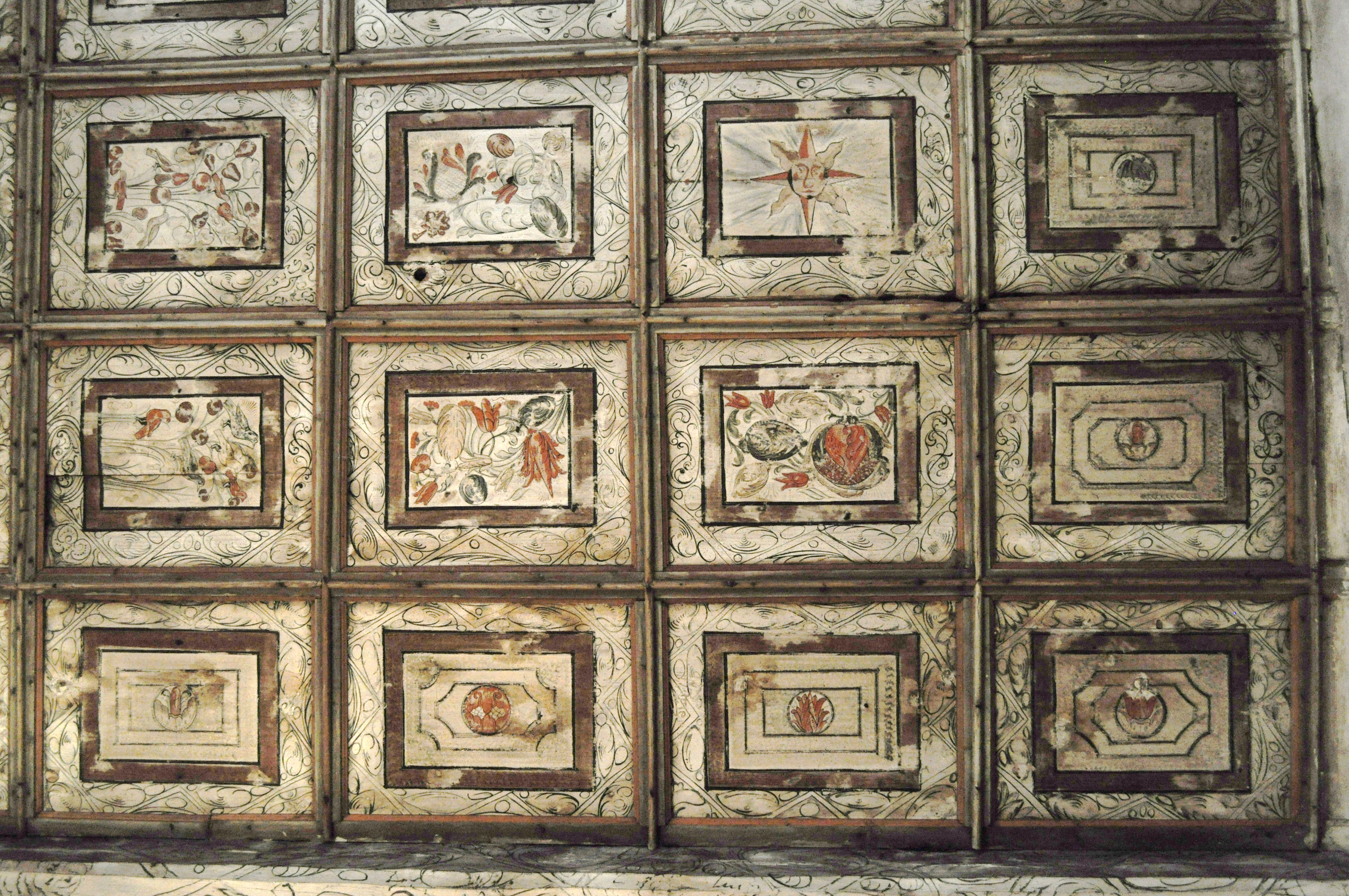
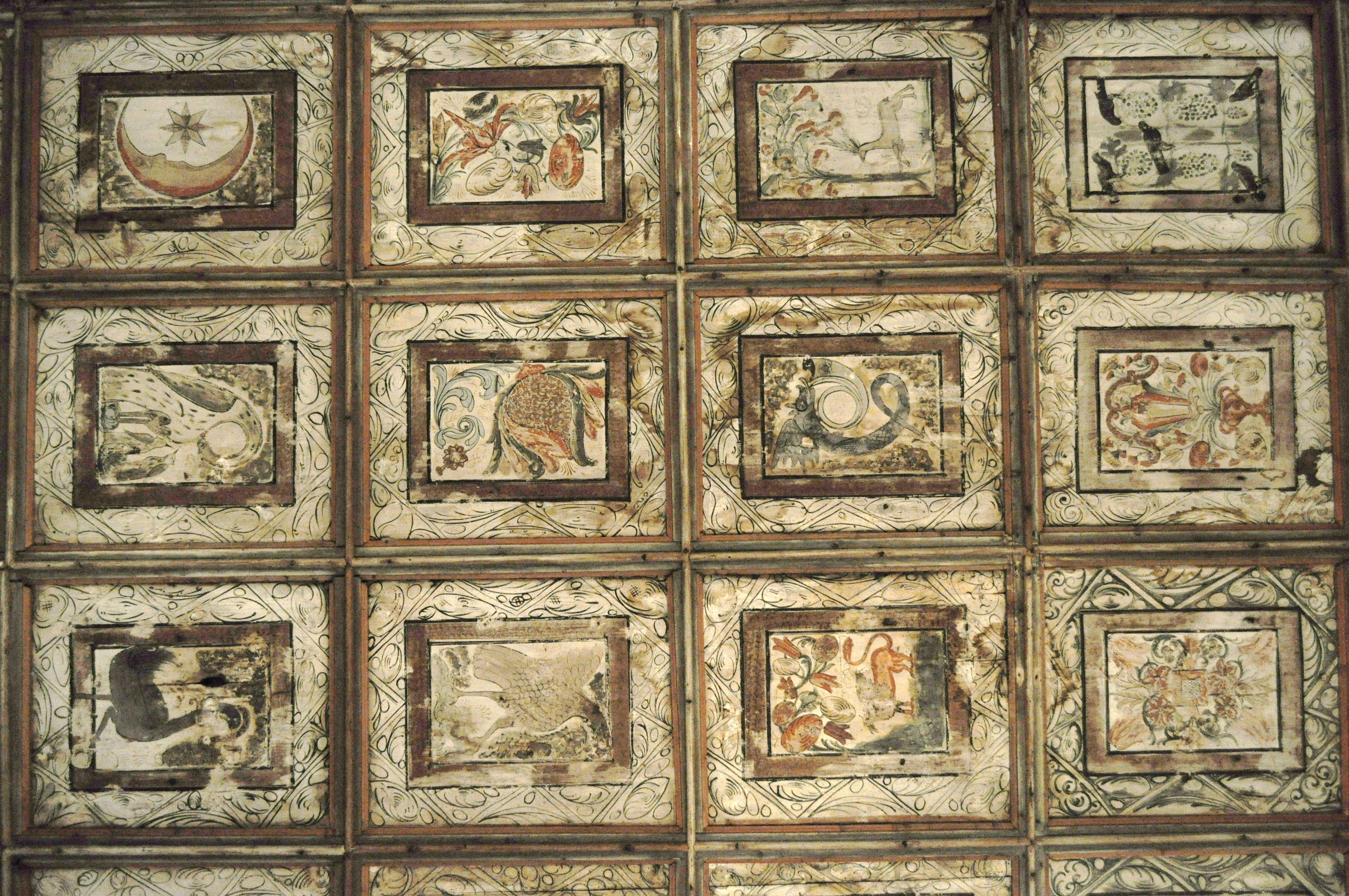
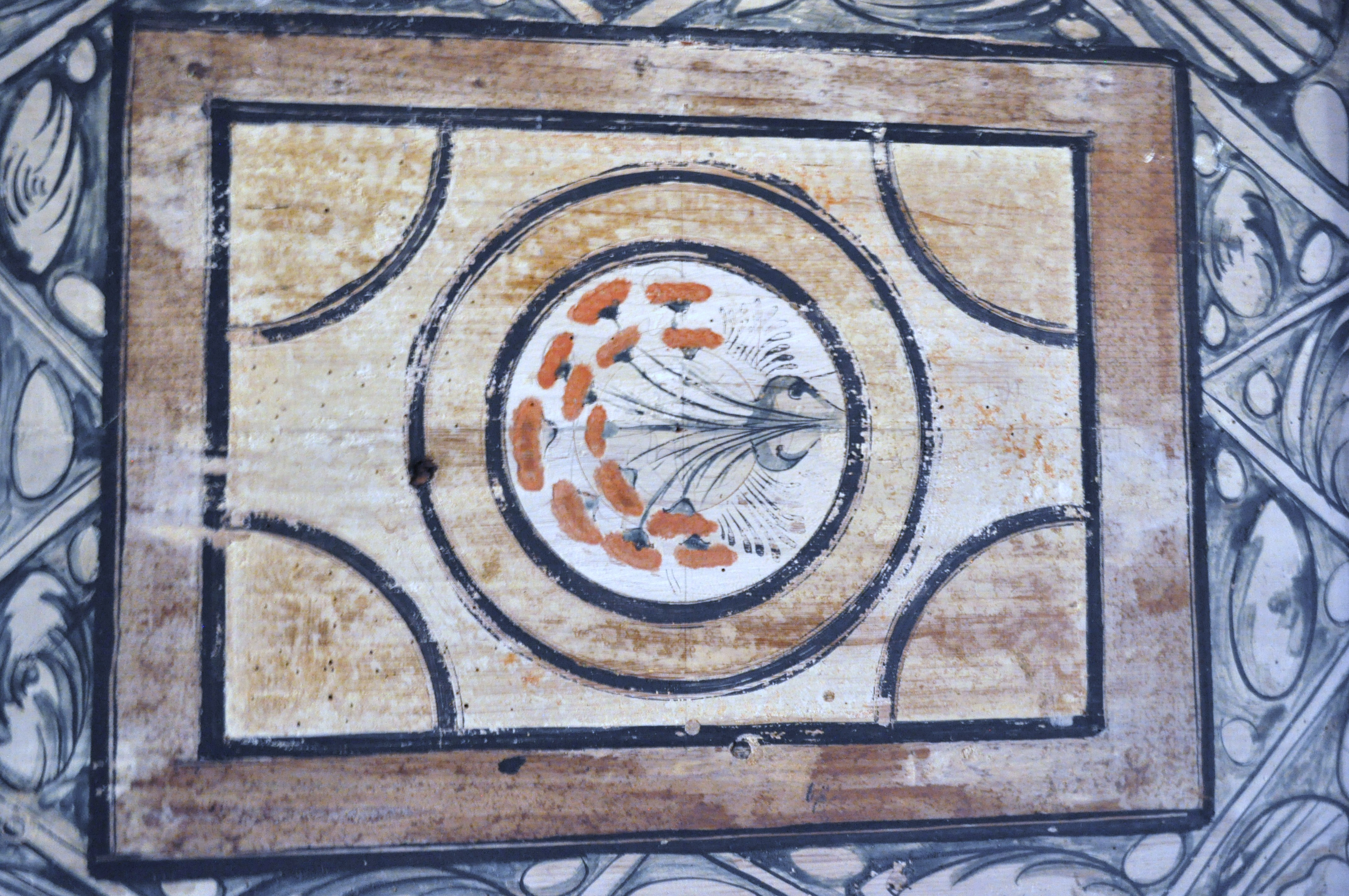
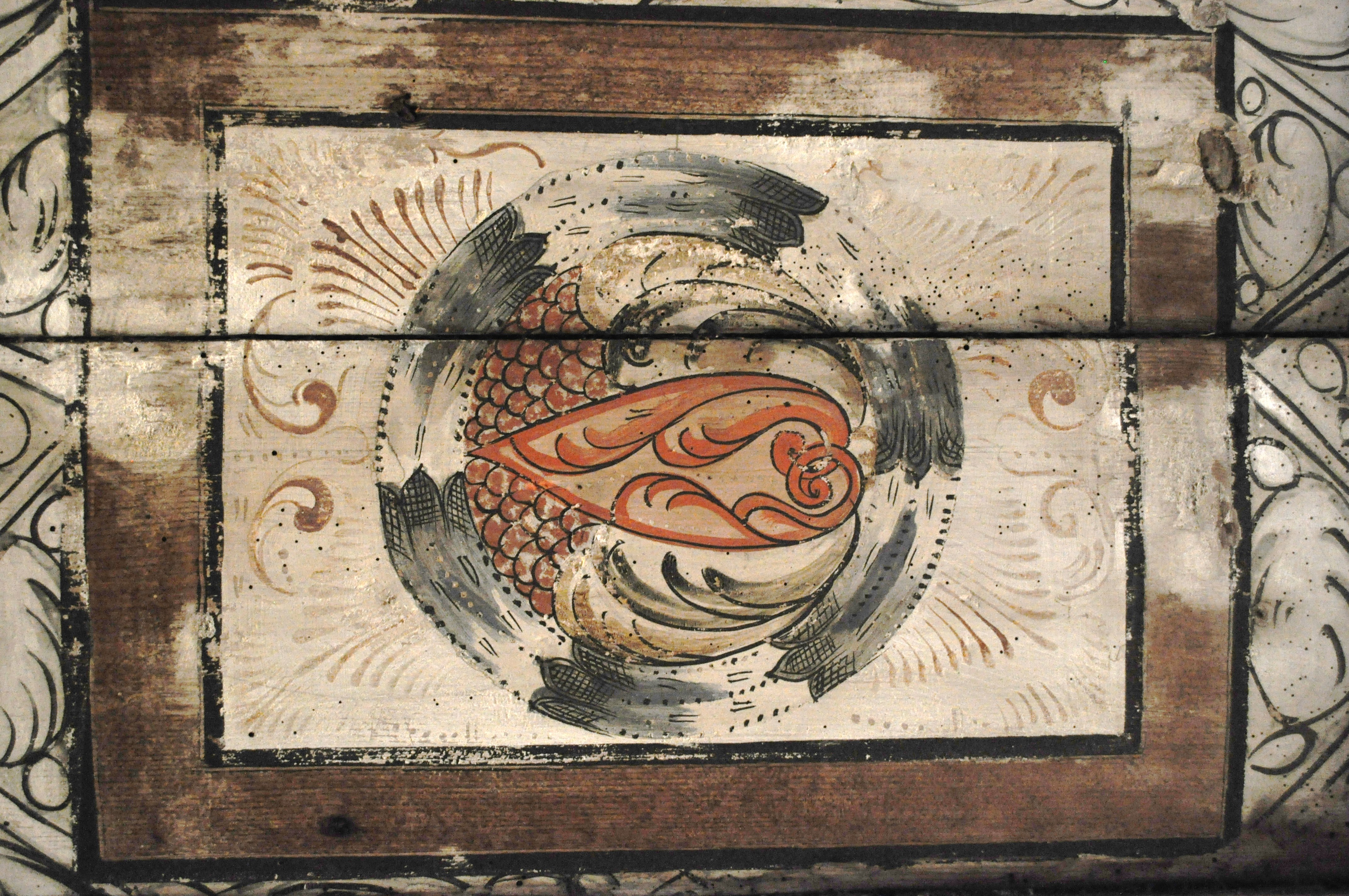
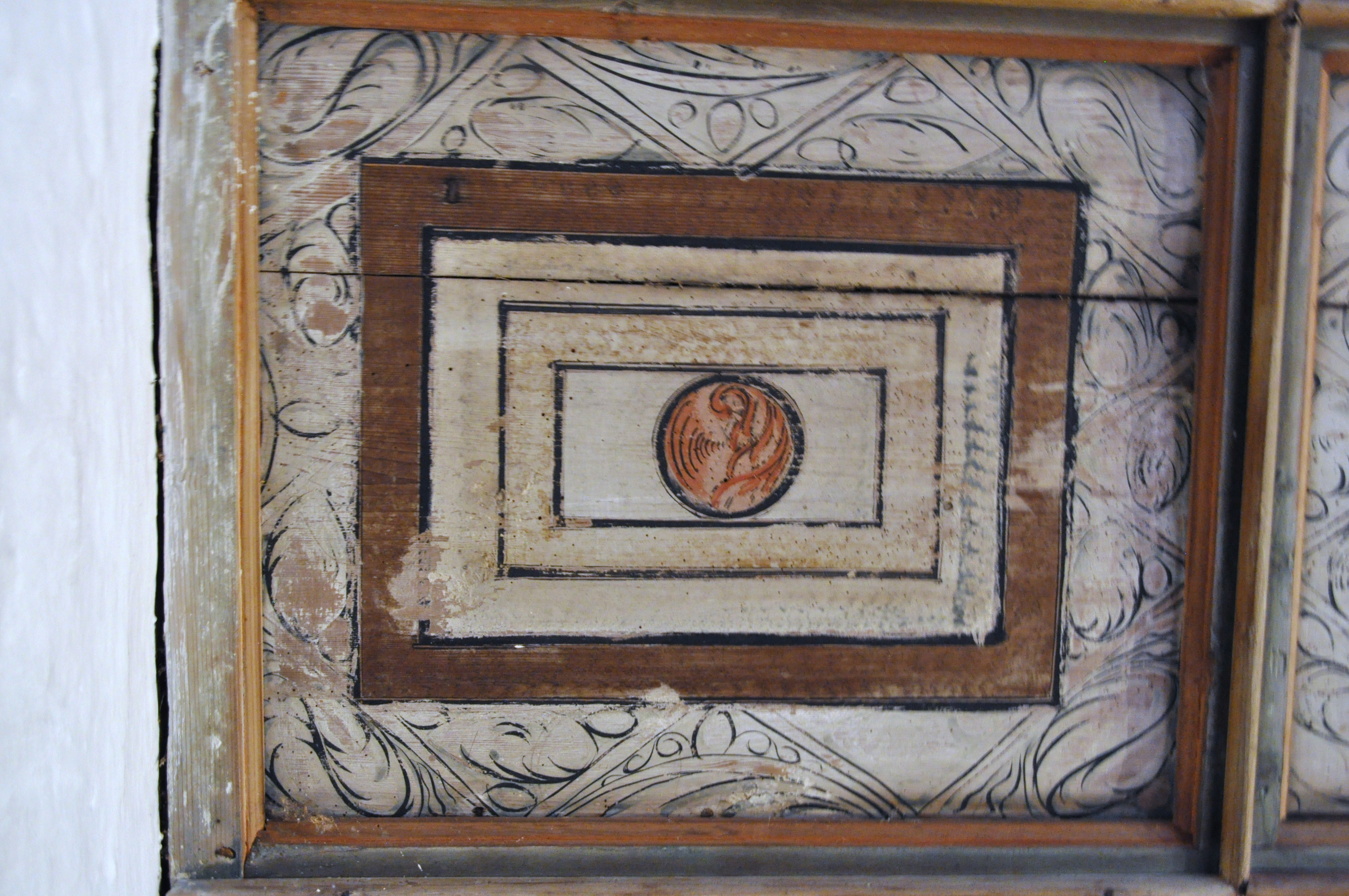
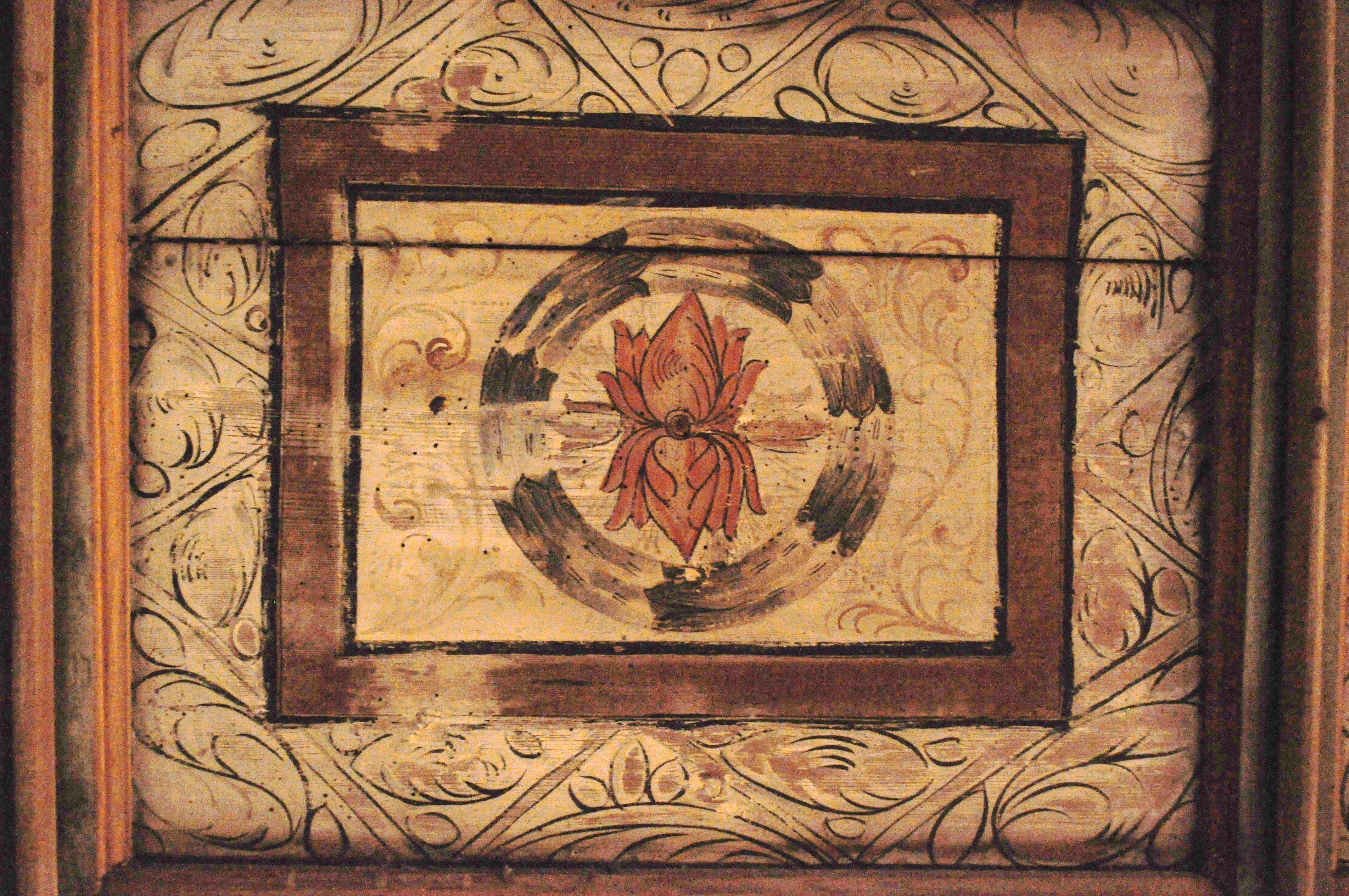
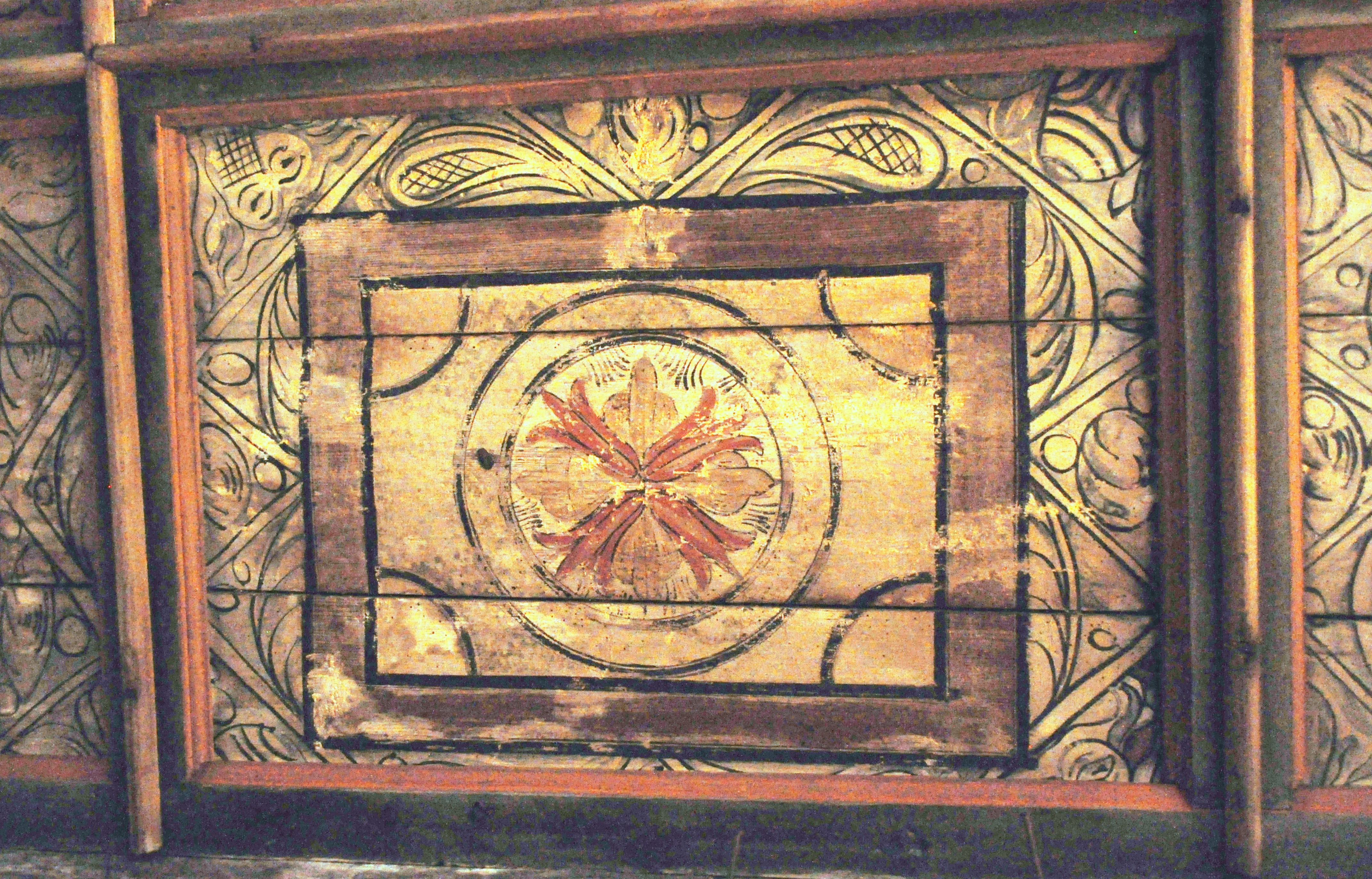
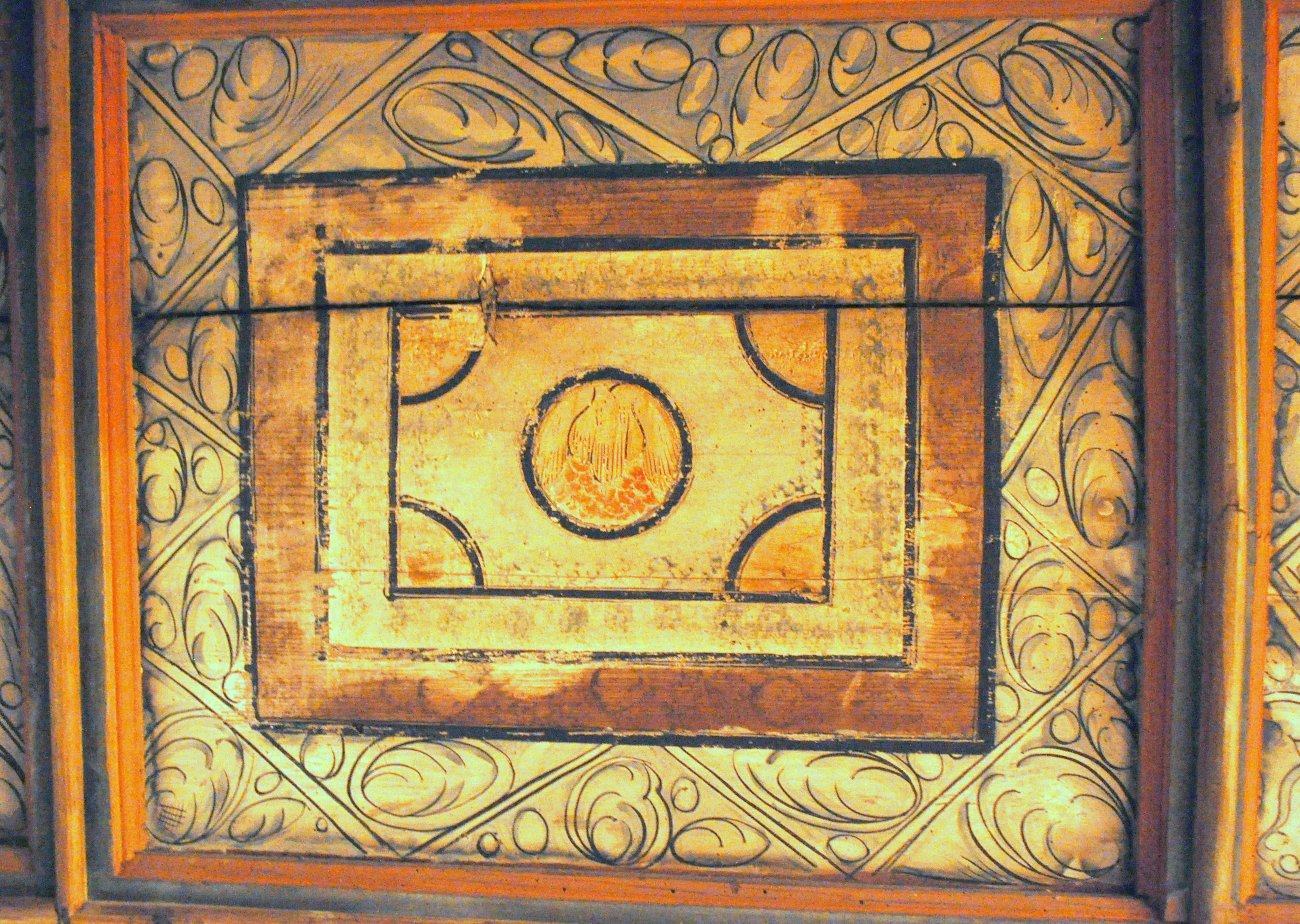
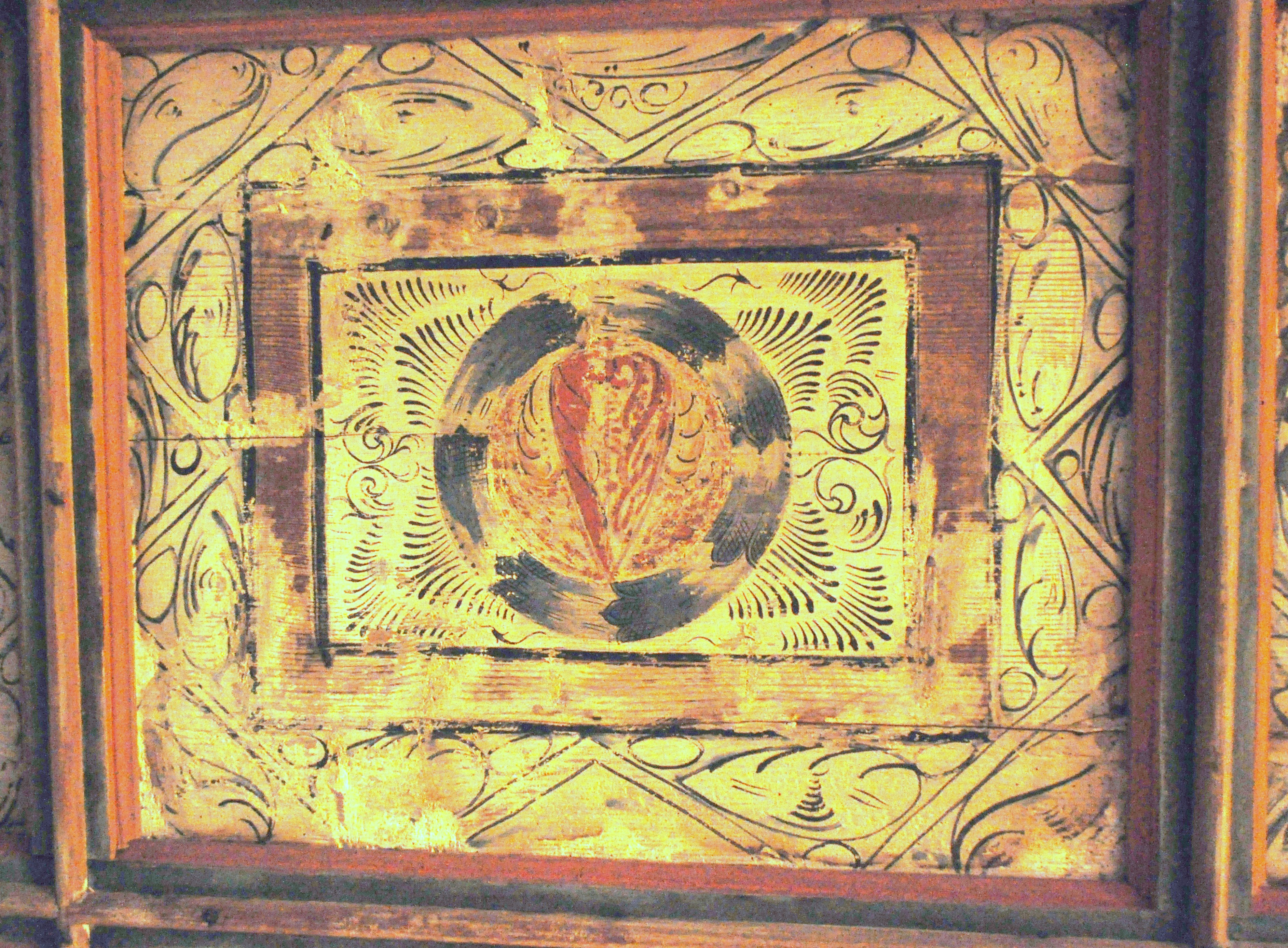
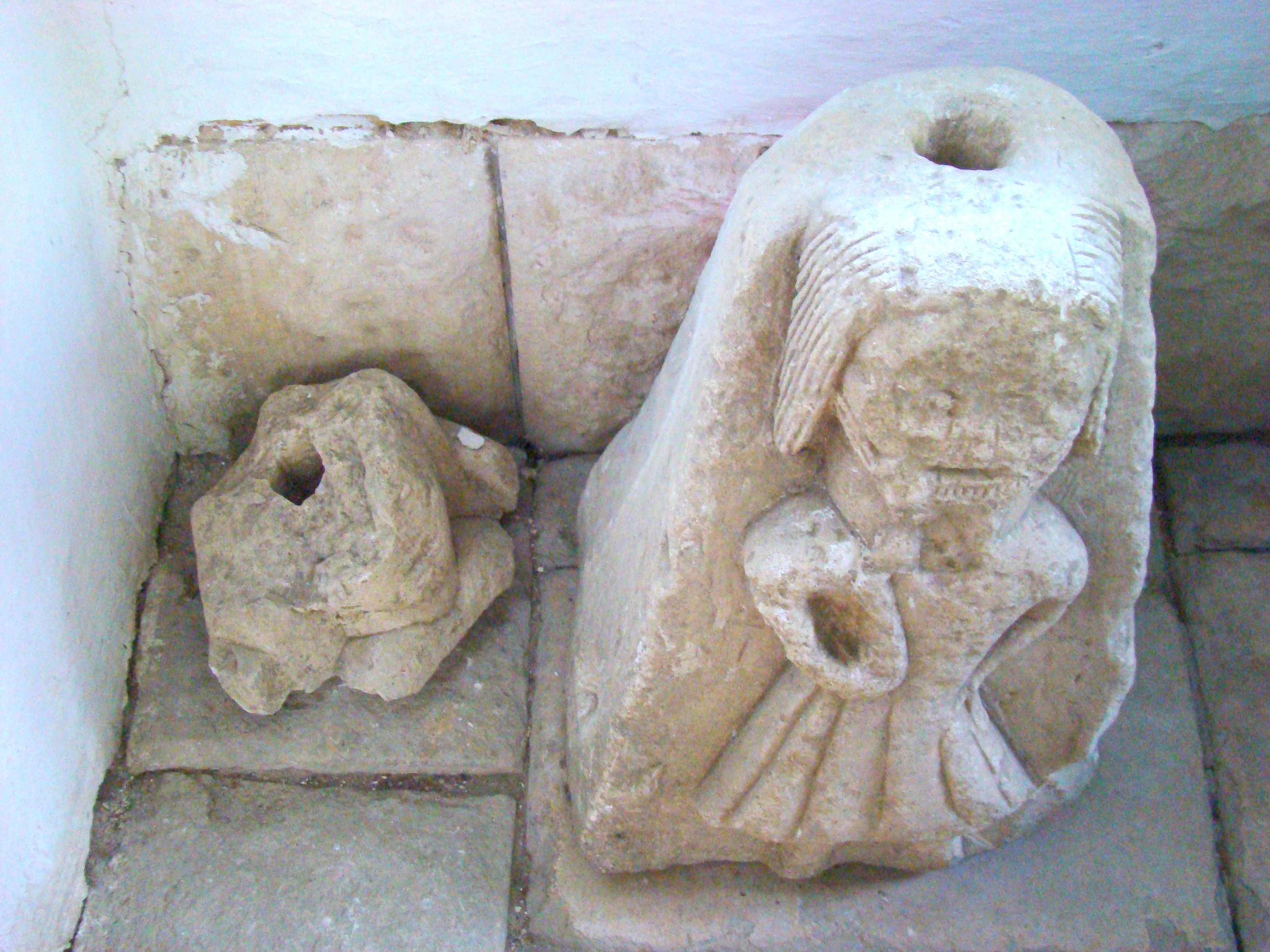
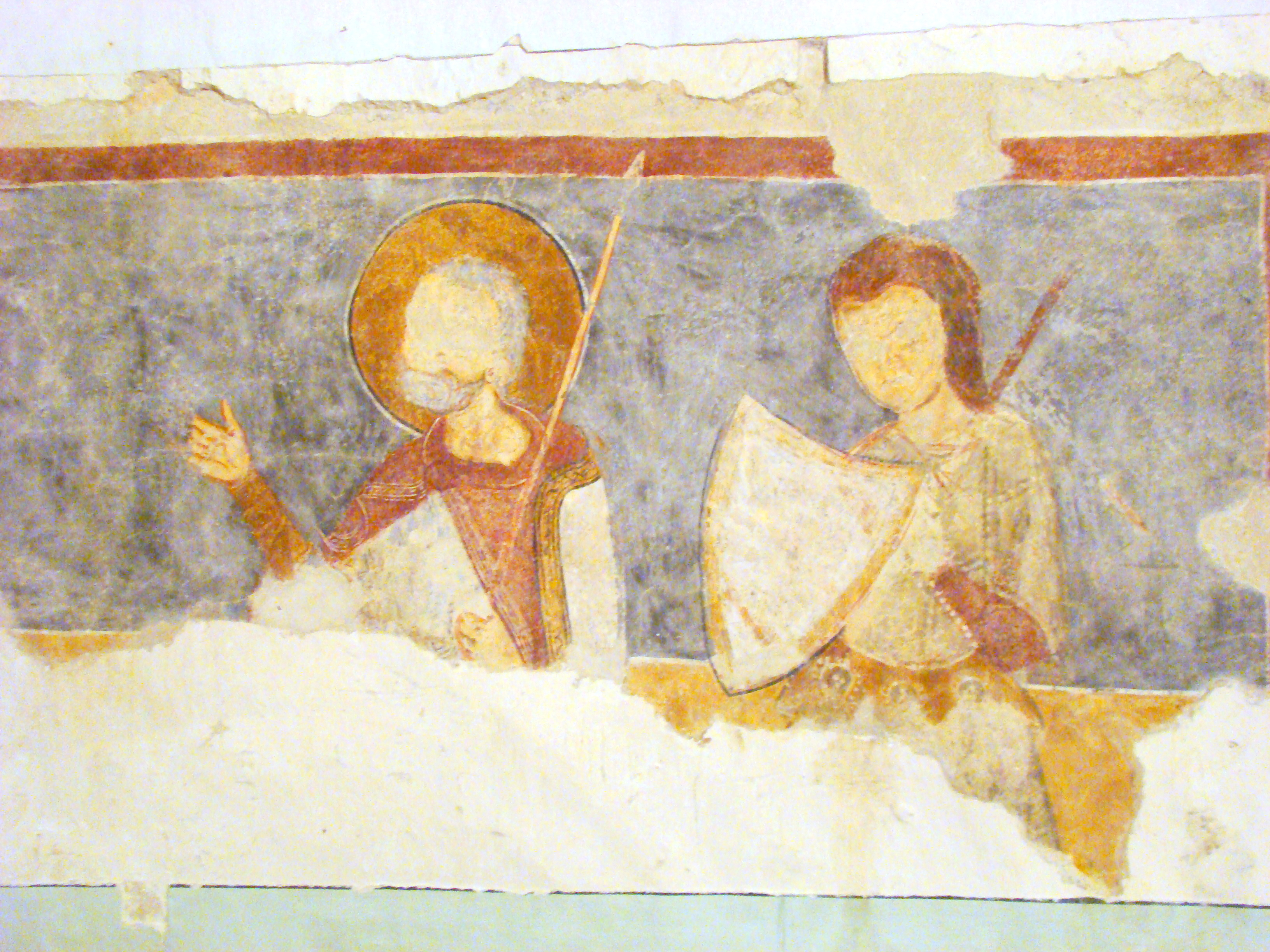
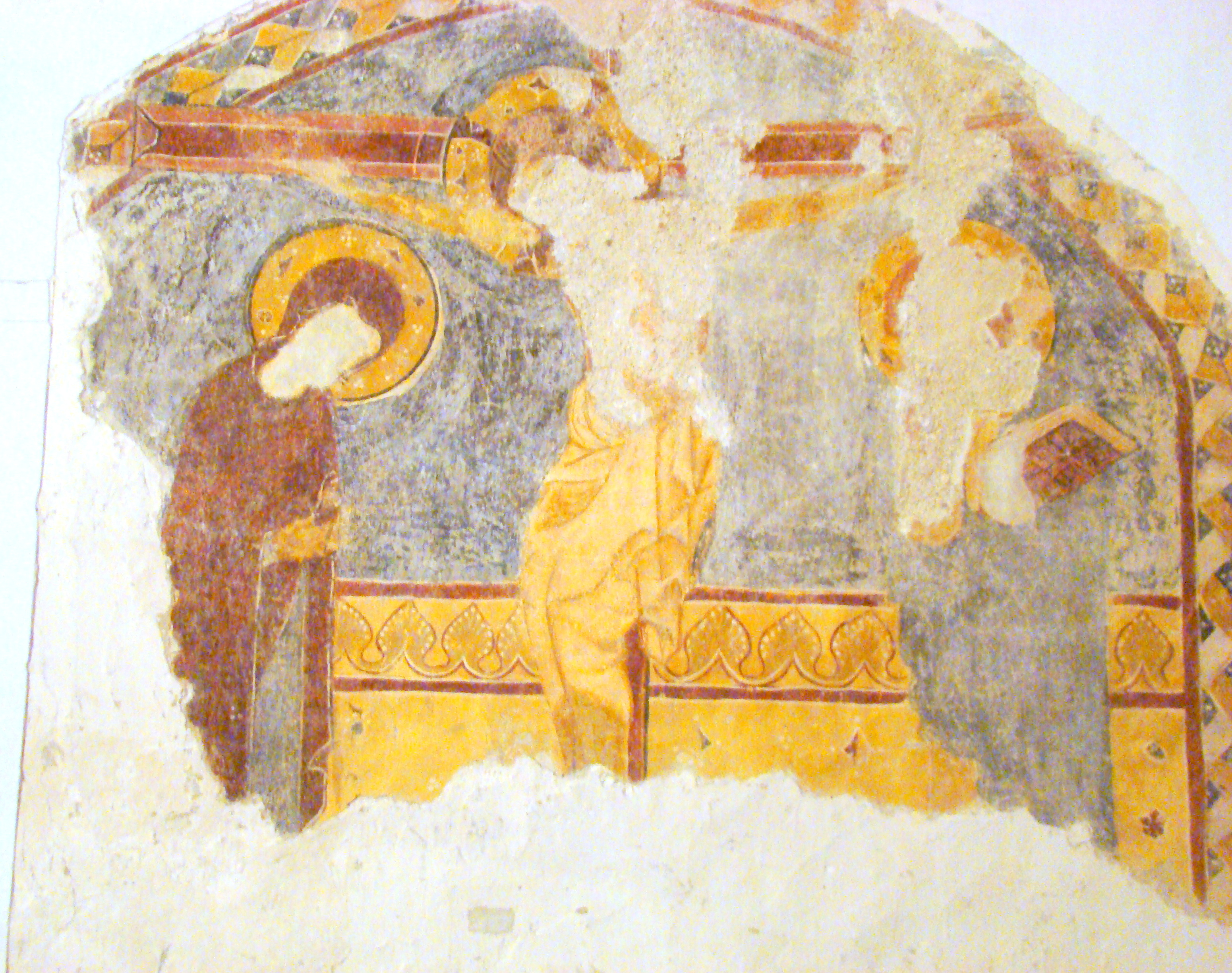
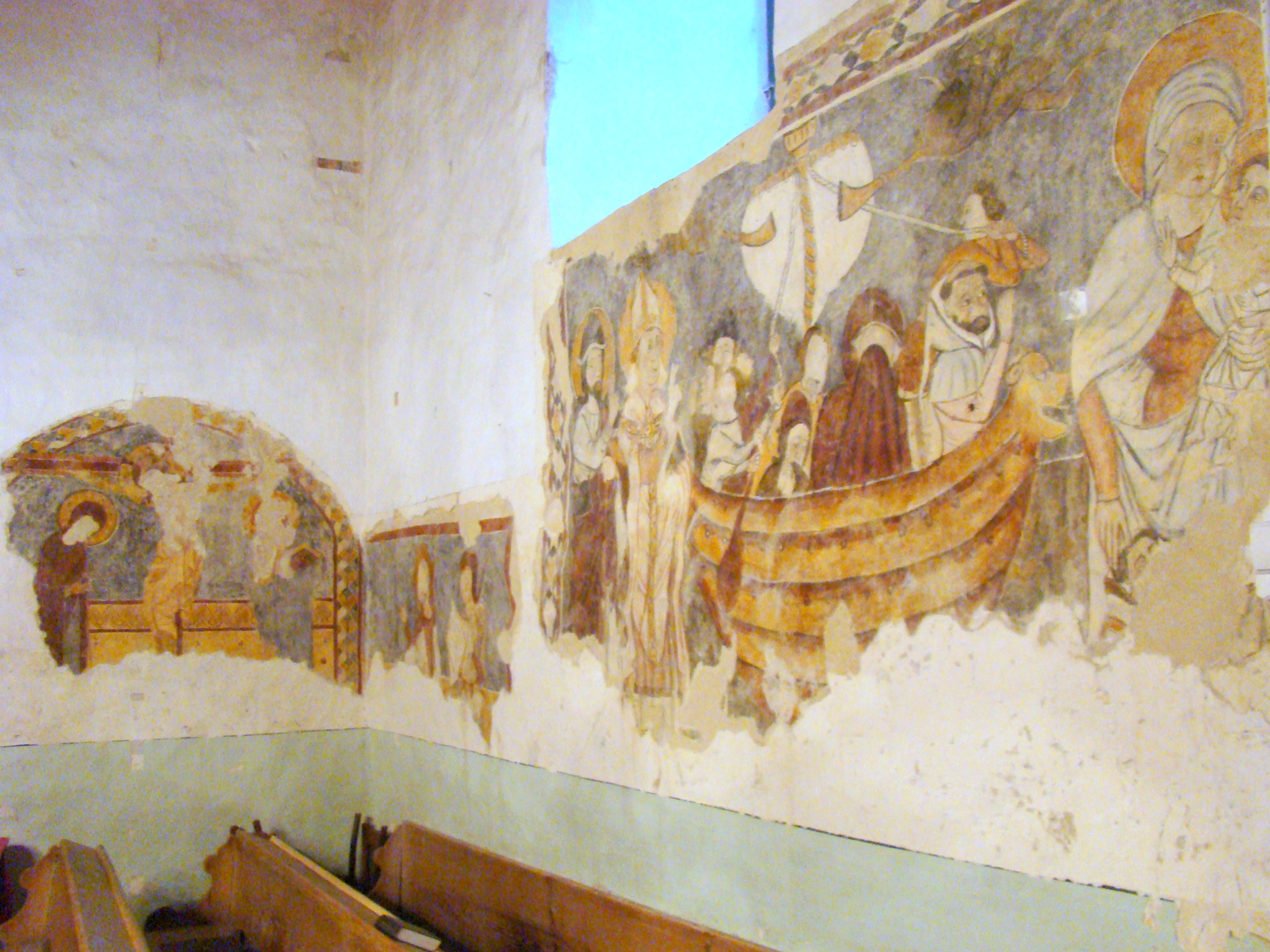